# Antananarivo
Antananarivo ou Tananarive dans sa version francisée, ou encore la cité des mille, est la capitale économique et politique de Madagascar, de la province d'Antananarivo et de la région Analamanga. Ses habitants s'appellent les Antananariviens, ou Tananariviens. Sa population dépasse 1,6 million d'habitants, et son agglomération approche les 3,6 millions d'habitants. La ville est divisée en six arrondissements et 192 fokontany.

La ville fut tout d'abord construite comme une forteresse vers le début du XVIIe siècle par les rois merina, qui en ont fait leur résidence principale dans les années 1790. La communauté s'est développée très rapidement alors que les rois merina, notamment Radama Ier, avaient le contrôle de la majeure partie de l'île au XIXe siècle. Les Français s'emparent de la ville en 1895. Elle devient, plus tard, la capitale de la colonie de Madagascar et dépendances sous domination française. Elle conserve son statut de capitale lors de l'accession à l'indépendance du pays le 26 juin 1960. Antananarivo concentre les principales activités économiques, culturelles et politiques.

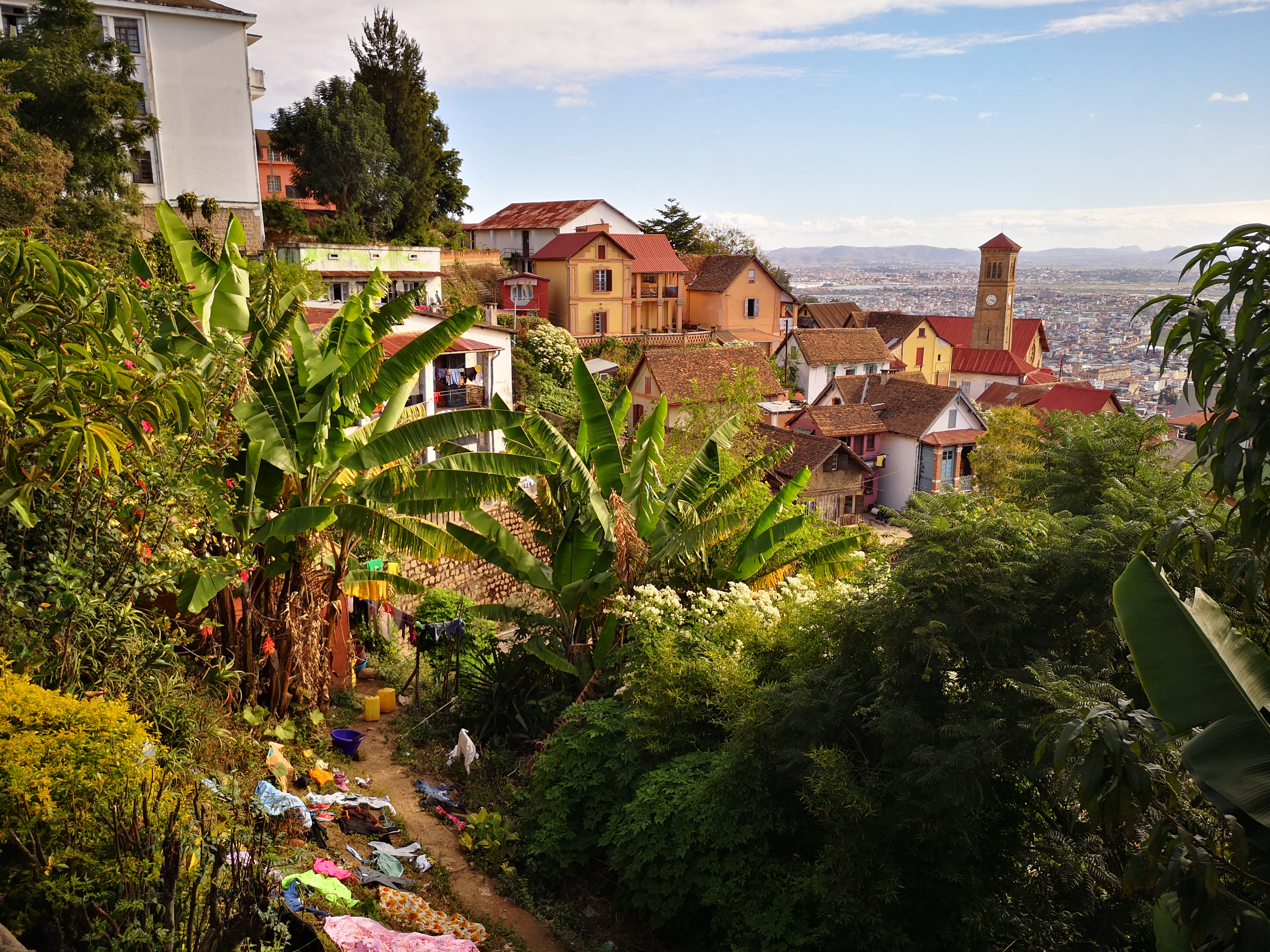
Tananarive, sur la colline Analamanga.

L'air à Tananarive étant l'un des plus pollués au monde,, les rues étant fortement embouteillées et les infrastructures étant insuffisantes, le chef de l'État Andry Rajoelina annonce en 2019 sa décision de transférer la capitale dans une autre ville, nommée Tanamasoandro, d'ici la fin de son mandat, en 2023.

## Géographie

### Topologie
Tananarive est située à environ 1 280 m d'altitude dans la région des hauts plateaux du centre de Madagascar. La ville se trouve à 350 km de la côte orientale et à 550 km de la côte occidentale de l'île. Antananarivo a une position dominante sur le sommet et les pentes d'une longue arête rocheuse culminant à environ 1 435 mètres et s'étendant du nord au sud sur environ 4 km.
Antananarivo a une superficie de 86,4 km2. Son territoire est parsemé de quelques lacs comme le lac Mandroseza, le lac Anosy et surtout le lac du marais Masay.

### Climat
Antananarivo a un climat tropical d'altitude (Cwb selon la classification de Köppen). Bien qu'elle soit située dans la zone intertropicale, la température moyenne sur l'année est modérée par les effets de l'altitude.
Le climat est caractérisé par des hivers frais et très secs et des étés doux et très pluvieux.
La température en saison fraiche descend rarement au-dessous de 10 °C. En saison chaude, elle dépasse rarement 30 °C.
Les gelées sont rares mais pas inconnues. Pendant le mois de juin, selon les années, il se peut que la température du matin descende jusqu'à −1 °C. Plus récemment, le 6 juin 2013, ce record a été approché car il a fait −2 °C et cela a provoqué l'apparition des gelées blanches,.
Les journées où le soleil n'apparaît pas de la journée sont également très rares (moins d'une dizaine par an).

#### Moyennes annuelles
- Températures moyennes (°C)[9][réf. à confirmer] :

| Mois           | janvier | février | mars | avril | mai | juin | juillet | août | septembre | octobre | novembre | décembre |
| Minimum        | 17      | 17      | 17   | 15    | 13  | 10   | 10      | 10   | 11        | 13      | 15       | 17       |
| Maximum        | 27      | 27      | 27   | 26    | 24  | 22   | 21      | 22   | 24        | 27      | 28       | 28       |
| Record Minimum | 12      | 11      | 11   | 7     | 4   | -2   | 3       | 2    | 3         | 6       | 6        | 11       |

- Précipitations (nombre de jours avec précipitations supérieures à un mm/24h)[9] ; les pluies sont généralement concentrées en épisodes courts et intenses, en particulier pendant la saison des pluies et sauf en cas de certains cyclones tropicaux :

| Mois           | janvier | février | mars | avril | mai | juin | juillet | août | septembre | octobre | novembre | décembre |
| Jours de pluie | 21      | 17      | 14   | 5     | 2   | 0    | 2       | 1    | 3         | 4       | 9        | 19       |

## Toponymie
Son nom signifie « La Ville des Mille » (de an, préfixe locatif correspondant à « à » ; tanana signifiant « ville » ou « village» ; arivo voulant dire « mille ») en raison des mille guerriers qui y sont restés à la demande de Radama Ier pour protéger le domaine royal d'Analamanga (en rapport avec l'importante garnison royale merina). Les Malgaches lui font souvent subir une aphérèse et une apocope qui donnent Tana et il a été francisé à l'époque coloniale en Tananarive car la prononciation malgache élide le an par accentuation sur le Ta et pratique quasi systématiquement l'élision des voyelles finales.
La région où se situe Antananarivo s'appelle Analamanga et c'est aussi la région de l'Imerina, la région des hautes terres centrales, que l'administration coloniale française avait francisé en « Emyrne ».

## Histoire

### Royaume Merina
Antananarivo est déjà une grande ville avant l'ère coloniale. Son histoire est étroitement liée à celle du royaume Merina. La zone en question était recouverte d'une mosaïque de forêts tropicales, savanes et marais. Cependant, des altérations d'origine anthropique ont considérablement transformé ce paysage. Les pertes de couvert forestier ainsi que les changements de composition sont étroitement associés au mode de vie des populations ancestrales. La présence de forêts sur la colline d'Analamananga est précisée dans certains textes, cette forêt visible à partir d'Ambatomiantendro-Ambohimanga ayant suscité la convoitise des rois merina. 
En raison de leur accessibilité géographique, de leur relief, ainsi que des défis inhérents à la conservation des preuves, les preuves de l'activité humaine dans la région d'Antananarivo ne sont identifiables que dans la période culturelle « Fiekena », qui s'étend du XIe au XIIe siècle. Il est probable que la destruction se soit accélérée de manière exponentielle, étant donné que les hautes terres centrales étaient probablement habitées par des populations pratiquant la cueillette et le défrichage.
Dans l'histoire d'Antananarivo, la vague migratoire notable est celle des Indonésiens malais, reconnue pour son rôle de bâtisseur dans la formation de la ville. Ces migrants ont principalement traversé l'est de Madagascar, passant par Ambatondrazaka jusqu'à Anjozorobe, puis finalement atteignant Ambohimanga. Ils ont joué un rôle crucial dans l'établissement du royaume Merina.
Le royaume Merina, situé au centre de Madagascar, était en pleine expansion à cette époque. Sa consolidation était en constante évolution et sa population croissait.
En 1610, dans le cadre de leurs conquêtes territoriales, les Merina entreprirent la conquête d'Analamanga, alors une colline habitée par le peuple Vazimba. Après avoir expulsé les Vazimbas qui habitaient la ville au sommet de la colline d'Analamanga, Andrianjaka choisit le site pour son rova (enceinte royale fortifiée), qui s'agrandit au fil du temps pour abriter les palais royaux et les tombes de la royauté Merina. Selon divers récits, la ville fut fondée vers 1610 ou 1625. Les premiers rois merina utilisèrent le fanampoana pour construire un ensemble massif de rizières irriguées et de digues autour de la ville afin de fournir suffisamment de riz à la population croissante. Ces rizières, dont la plus grande est appelée Betsimitatatra, continuent de produire du riz.
Les souverains Merina successifs régnèrent sur le royaume d'Imerina depuis Analamanga jusqu'au règne du roi Andriamasinavalona.
Ce dernier donna à la ville son nom actuel ; il établit la place d'Andohalo où tous les souverains successifs prononcèrent leurs discours royaux et leurs annonces au public.
Il nomma aussi de nombreux endroits de la ville en fonction des noms de sites similaires dans le village voisin d'Antananarivokely.
Andriamasinavalona désigna des territoires spécifiques pour les hova (roturiers) et chaque sous-caste andriana (noble), à la fois dans les quartiers d'Antananarivo et dans la campagne entourant la capitale.
Ces divisions territoriales étaient strictement appliquées ; les membres des castes inférieures étaient tenus de vivre sur les territoires qui leur étaient alloués et n'étaient pas autorisés à séjourner pendant de longues périodes dans les territoires réservés aux autres. De nombreux fady (tabous) furent imposés, dont des interdictions de la construction de maisons en bois par des personnes non nobles et de la présence de porcs dans les limites de la ville.
À la mort d'Andriamasinavalona en 1710, Imerina se divisa en quatre quadrants belligérants et Antananarivo devint la capitale du district sud.
Au cours de la guerre civile de 77 ans qui suivit, la capitale du district oriental à Ambohimanga prit de l'importance. Le dernier roi d'Ambohimanga, Andrianampoinimerina, conquit avec succès Antananarivo en 1793 et réunit les provinces d'Imerina, mettant fin à la guerre civile.
Il ramena la capitale politique du royaume à Antananarivo en 1794 et déclara Ambohimanga capitale spirituelle du royaume.
Andrianampoinimerina créa un grand marché à Analakely, y établissant le centre économique de la ville.

### Royaume de Madagascar

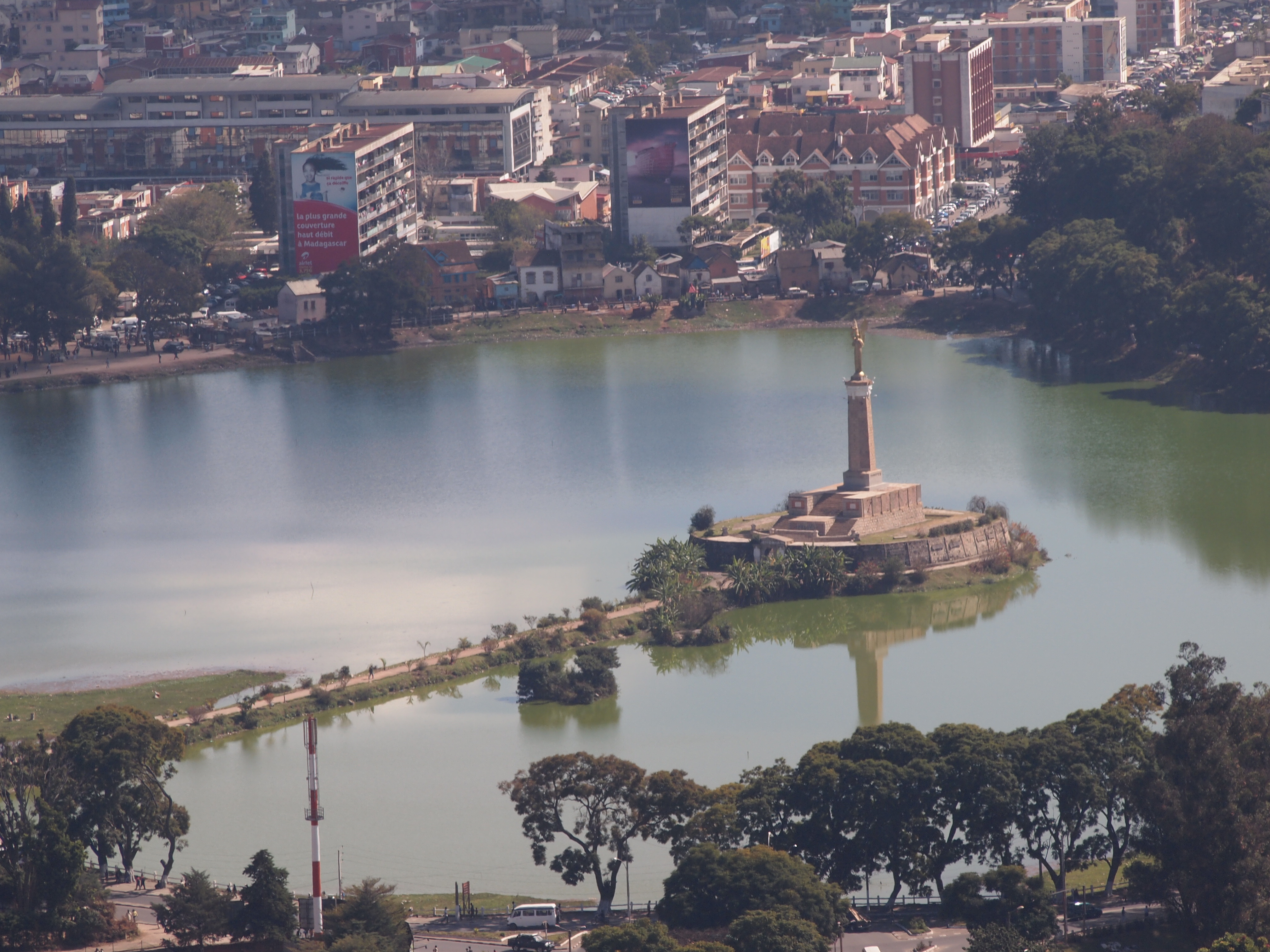
Le lac Anosy fut créé au XX pour fournir de l'énergie hydraulique aux usines industrielles.

Quand le fils d'Andrianampoinimerina, Radama Ier, monta sur le trône à la mort de son père en 1810, Antananarivo était la ville la plus grande et le centre économique de l'île, avec une population de plus de 80 000 habitants.
Radama ouvrit la ville aux premiers colons européens, des artisans missionnaires de la London Missionary Society (LMS) qui arrivèrent en 1820 et ouvrirent les premières écoles publiques de la ville.
Le missionnaire James Cameron introduisit la fabrication de briques sur l'île et créa le lac Anosy pour générer de l'énergie hydraulique pour la fabrication industrielle.
Radama Ier établit un terrain d'entraînement militaire sur une plaine plate appelée Mahamasina à la base d'Analamanga, près du lac. L'assujettissement par Radama Ier d'autres groupes ethniques malgaches lui permit de contrôler près des deux tiers de l'île. Les diplomates britanniques qui avaient conclu des traités commerciaux avec Radama le reconnurent comme le « souverain de Madagascar », une position que lui et ses successeurs revendiquèrent, bien qu'ils n'aient jamais réussi à imposer leur autorité sur la plus grande partie du sud de l'île. Par la suite, les souverains merina déclarèrent Antananarivo capitale de toute l'île.
Ranavalona Ire, successeur de Radama Ier, demanda à Jean Laborde de construire le tombeau de Rainiharo et le rova d'Antananarivo (construit de 1839 à 1841). Jean Laborde produisit aussi une large gamme de produits industriels dans des usines du village montagnard de Mantasoa et une fonderie dans le quartier d'Isoraka à Antananarivo.
Ranavalona Ire supervisa l'amélioration des infrastructures de la ville, y compris la construction des deux plus grands escaliers de la ville à Antaninarenina et Ambondrona, qui relient la ville moyenne au marché central d'Analakely.
En 1867, à la suite d'une série d'incendies dans la capitale, la reine Ranavalona II émit un décret royal autorisant l'utilisation de la construction en pierre et en brique dans des bâtiments autres que les tombes.
La première maison en brique des missionnaires de LMS fut construite en 1869 ; elle était un mélange de styles anglais, créole et malgache et servit de modèle à un nouveau style de maison qui se répandit rapidement dans la capitale et dans les hautes terres.
Appelé le trano gasy (maison malgache), il s'agissait généralement d'un bâtiment en briques de deux étages avec quatre colonnes à l'avant qui soutiennent une véranda en bois. Dans le dernier tiers du XIXe siècle, ces maisons remplacèrent rapidement la plupart des maisons traditionnelles en bois de la classe aristocratique de la ville.
Sous le règne de Ranavalona Ire, le nombre croissant de chrétiens en Imerina avait incité à la construction d'églises en pierre dans les hautes terres, ainsi que de quatre églises commémoratives sur des sites clés du martyre des premiers chrétiens malgaches.
Jusqu'au milieu du XIXe siècle, la ville resta en grande partie centrée autour de la Rova d'Antananarivo sur le plus haut sommet, une zone aujourd'hui appelée la ville haute. Au fur et à mesure que la population augmenta, la ville s'étendit vers l'ouest ; à la fin du XIXe siècle, elle s'étendait jusqu'au quartier nord d'Andohalo, une zone de faible prestige jusqu'à ce que les missionnaires britanniques en fassent leur quartier résidentiel préféré et y construisent l'une des églises commémoratives de la ville de 1863 à 1872.
De 1864 à 1894, le Premier ministre Rainilaiarivony gouverna Madagascar aux côtés de trois reines successives, Rasoherina, Ranavalona II et Ranavalona III, mettant en œuvre des politiques qui transformèrent encore la ville. En 1881, il rétablit l'éducation universelle obligatoire introduite pour la première fois en 1820 sous Radama Ier, nécessitant la construction de nombreuses écoles et collèges, y compris des écoles normales de formation des maîtres ainsi que la première pharmacie, la faculté de médecine et un hôpital moderne. Rainilaiarivony construisit le palais d'Andafiavaratra en 1873 comme résidence et bureau sur un site proche du palais royal.

### Madagascar français
En septembre 1894, l'armée française entre à Antananarivo, provoquant la reddition de la reine après qu'un obus de canon a percé un trou dans un bâtiment du Rova, faisant de nombreuses victimes.
Les dégâts n'ont jamais été réparés.
La place Andohalo est réaménagée pour présenter un belvédère, des allées et un aménagement paysager planté.
Revendiquant l'île comme colonie, l'administration française conserve Antananarivo comme capitale et transcrit son nom en Tananarive.
Les autorités françaises choisissent Antaninarenina comme site pour la résidence du Gouverneur général français.
À l'indépendance, il est rebaptisé palais d'Ambohitsorohitra et transformé en bureaux présidentiels.
Sous les Français, des tunnels sont construits à travers deux des plus grandes collines de la ville, reliant des quartiers disparates et facilitant l'extension de la ville.
Les rues sont pavées, des réseaux d'égouts et des infrastructures électriques sont construits.
L'eau, précédemment obtenue à partir de sources au pied de la colline, est amenée de la rivière Ikopa.
Cette période a vu une expansion majeure de la ville moyenne , qui s'est étendue le long des collines et des pentes inférieures de la ville autour de la résidence française.
L'urbanisme moderne s'est généralisé dans la ville basse, qui s'est étendue de la base des collines centrales de la ville aux rizières environnantes. De grands boulevards comme l'avenue de l'Indépendance, des zones commerciales comme les arcades bordant l'avenue de chaque côté, de grands parcs, des places de la ville et d'autres éléments emblématiques ont été construits.
Un système ferroviaire reliant la gare de Soarano, située à l'extrémité de l'avenue de l'Indépendance à Antananarivo, avec Toamasina et Fianarantsoa a été construit en 1897.
Au-delà de ces espaces planifiés, des quartiers densément peuplés de Malgaches de la classe ouvrière se sont développés sans surveillance ni contrôle de l'État.
Les jacarandas plantés pendant la période coloniale française fleurissent en octobre autour du lac Anosy.
La ville s'est développée rapidement après la Seconde Guerre mondiale ; en 1950, sa population est passée à 175 000.
Les routes reliant Antananarivo aux villes environnantes ont été élargies et goudronnées.
Le premier aéroport international a été construit à Arivonimamo, à 45 km à l'extérieur de la ville ; il a été remplacé en 1967 par l'aéroport international d'Ivato à une quinzaine de kilomètres du centre-ville.
L'université d'Antananarivo a été bâtie dans le quartier d'Ankatso et le musée d'ethnologie et de paléontologie a également été construit.
Un plan d'urbanisme rédigé en 1956 a créé des zones suburbaines où de grandes maisons et des jardins ont été établis pour les résidents riches.
En 1959, de graves inondations à la ville basse ont entraîné la construction de remblais à grande échelle le long des rizières de Betsimitatatra et la création de nouveaux bâtiments ministériels sur des terres nouvellement drainées dans le quartier d'Anosy.

### Madagascar indépendant
Après l'indépendance en 1960, le rythme de la croissance s'est encore accéléré.
La population de la ville a atteint 1,4 million d'habitants à la fin du XXe siècle; en 2013, le nombre d'habitants était estimé à près de 2,1 millions.
L'étalement urbain incontrôlé a mis à l'épreuve l'infrastructure de la ville, entraînant des pénuries d'eau potable et d'électricité, des problèmes d'assainissement et de santé publique, ainsi qu'une forte congestion du trafic.
Il y a plus de 5 000 églises dans la ville et son agglomération.
Antananarivo est l'évêché de l'Archidiocèse d'Antananarivo.
La ville a été à plusieurs reprises le théâtre de grandes manifestations et d'affrontements politiques violents, notamment la rotaka de 1972 qui a renversé le président Philibert Tsiranana et la crise politique malgache de 2009, qui a conduit Andry Rajoelina à remplacer Marc Ravalomanana à la tête de l'État.
Le 18 janvier 2022, Antananarivo a été frappée par des inondations meurtrières.

## Paysage urbain

### Quartiers et couches sociales
Antananarivo est bâti autour de trois crêtes qui se croisent à leur point culminant.
Le palais royal de Manjakamiadana est situé au sommet de ces collines et est visible de toutes les parties de la ville et des collines environnantes.
La Manjakamiadina était la plus grande structure du rova d'Antananarivo, son enveloppe en pierre est le seul vestige des résidences royales à avoir survécu à un incendie en 1995.
En 2009, l'enveloppe en pierre a été entièrement restaurée.
Les travaux de restauration et de reconstruction ont débuté en 2010.
L'horizon de la ville est un fouillis de maisons et d'églises colorées.
Des bâtiments résidentiels et commerciaux plus récents et des rizières familiales occupent des terrains plus bas dans toute la capitale.
La plaine du Betsimitatatra et d'autres rizières entourent la ville.
Les quartiers de la ville résultent des divisions historiques ethniques, religieuses et de caste.
L'attribution de certains quartiers à des sous-castes nobles particulières sous le royaume d'Imerina a établi des divisions; les nobles les plus haut placés étaient généralement affectés aux quartiers les plus proches du palais royal et devaient vivre dans des parties plus élevées de la ville.
Pendant et après la colonisation française, l'expansion de la ville a continué de refléter ces divisions.
Aujourd'hui, la haute ville est principalement résidentielle et considérée comme un lieu de vie prestigieux ; bon nombre des familles malgaches les plus riches et les plus influentes de la ville y vivent.
La partie de la haute ville la plus proche du Rova contient une grande partie du patrimoine précolonial de la ville et est considérée comme sa partie historique.
Elle comprend le palais royal, le palais d'Andafiavaratra, l'ancienne résidence du Premier ministre Rainilaiarivony, Andohalo la place principale de la ville jusqu'en 1897, une cathédrale près d'Andohalo construite pour commémorer les premiers martyrs chrétiens malgaches, la porte d'entrée historique la plus intacte de la ville et les maisons du XIXe siècle des nobles merina.
Dans le royaume de Madagascar, la classe roturière (hova) s'est installée à la périphérie des quartiers nobles, s'étendant progressivement le long des pentes des basses collines à la fin du XIXe siècle.
Cette ville moyenne est devenue de plus en plus peuplée pendant la présence coloniale française.
Aujourd'hui, les quartiers de la ville moyenne sont densément peuplés et animés, contenant des résidences, des sites historiques et des entreprises.
Le quartier d'Antaninarenina abrite l'Hôtel Colbert historique, de nombreuses bijouteries et d'autres magasins de produits de luxe, ainsi que des bureaux administratifs.
Outre Antaninarenina, les principaux quartiers de la ville moyenne sont Ankadifotsy sur les collines à l'est et Ambatonakanga et Isoraka à l'ouest, tous largement résidentiels.
Isoraka a développé une vie nocturne animée, avec des maisons converties en restaurants et auberges haut de gamme.
Isoraka abrite également le tombeau du Premier ministre Rainiharo (1833–1852), dont les fils et plus tard les Premiers ministres Rainivoninahitriniony et Rainilaiarivony sont enterrés à ses côtés.
En bordure de ces quartiers se trouvent les zones commerciales de Besarety et Andravoahangy.
Le centre commercial de la ville, Analakely, est situé au fond de la vallée entre ces deux chaînes de ville moyenne.
Le roi Andrianampoinimerina a établi le premier marché de la ville sur le terrain aujourd'hui occupé par les pavillons au toit de tuiles du marché, construits dans les années 1930.
Andrianampoinimerina a décrété le vendredi (Zoma) comme jour de marché, lorsque les marchands érigeaient des étals ombragés de parasols blancs, qui s'étendaient dans toute la vallée formant ce qu'on a appelé le plus grand marché en plein air du monde.
Le marché a provoqué des embouteillages et des risques pour la sécurité, ce qui a incité les responsables gouvernementaux à diviser et à déplacer les marchands du vendredi dans plusieurs autres districts en 1997.

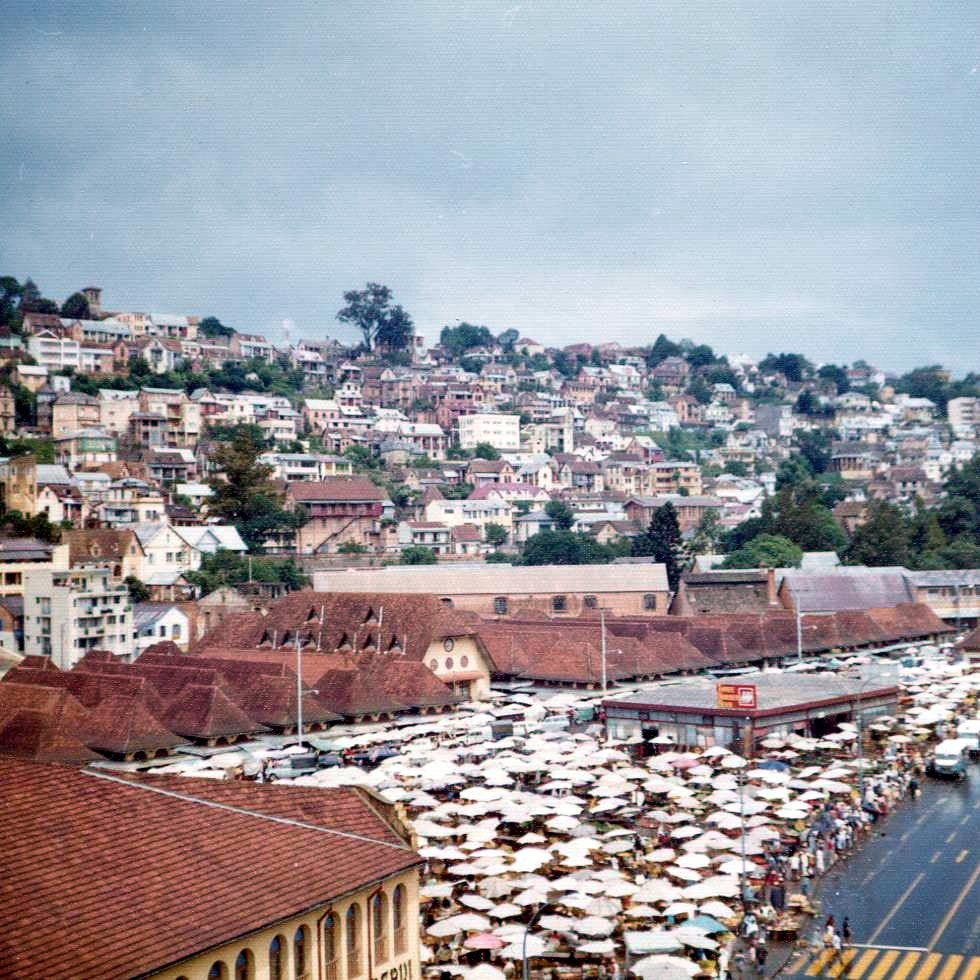
Le marché historique de Zoma construit sous le roi Andrianampoinimerina (1787–1810).

Les autres principaux quartiers commerciaux et administratifs de la ville, qui s'étendent d'Analakely et s'étendent dans la plaine adjacente, ont été établis par les Français, qui ont drainé et rempli les rizières et les marécages existants pour créer une grande partie de la conception et de l'infrastructure de la région. L'avenue de l'Indépendance s'étend des jardins d'Ambohijatovo au sud des pavillons du marché, à travers Analakely jusqu'à la gare ferroviaire de la ville à Soarano.
À l'ouest de Soarano se trouve le quartier commercial dense de Tsaralalana ; c'est le seul quartier à être construit en plan hippodamien et c'est le centre de la communauté sud-asiatique de la ville.
Behoririka, à l'est de Soarano, est construite autour d'un lac du même nom et autour du quartier tentaculaire d'Andravoahangy à l'extrémité est de la ville. Antanimena borde Soarano et Behoririka au nord. Un tunnel construit par les Français au début du XXe siècle traverse la colline ; il relie Ambohijatovo à Ambanidia et à d'autres zones résidentielles du sud de la ville.
Depuis l'époque précoloniale, les classes inférieures, y compris celles qui descendent de la classe des esclaves (andevo) et les migrants ruraux, ont occupé les quartiers inférieurs inondables bordant les rizières de Betsimitatatra à l'ouest de la ville.
Cette zone est reliée à Analakely par un tunnel construit par les Français au début du XXe siècle.
Le tunnel s'ouvre vers le lac Anosy et les bâtiments de la Cour suprême nationale et permet d'accéder au quartier résidentiel de Mahamasina et à son stade.
Le quartier limitrophe d'Anosy a été développé dans les années 1950 pour abriter la plupart des ministères et le Sénat.
Anosy, le quartier résidentiel prévu de Soixante-Sept Hectares (souvent abrégé en "67") et le quartier d'Isotry sont parmi les quartiers les plus densément peuplés, les plus criminels et les plus pauvres de la ville.
Environ 40 % des habitants de la ville basse qui ont de l'électricité chez eux l'obtiennent illégalement en se raccordant aux lignes électriques de la ville. Dans ces zones, les maisons sont plus vulnérables aux incendies, aux inondations et aux glissements de terrain, qui sont souvent déclenchés par la saison annuelle des cyclones.

### Architecture

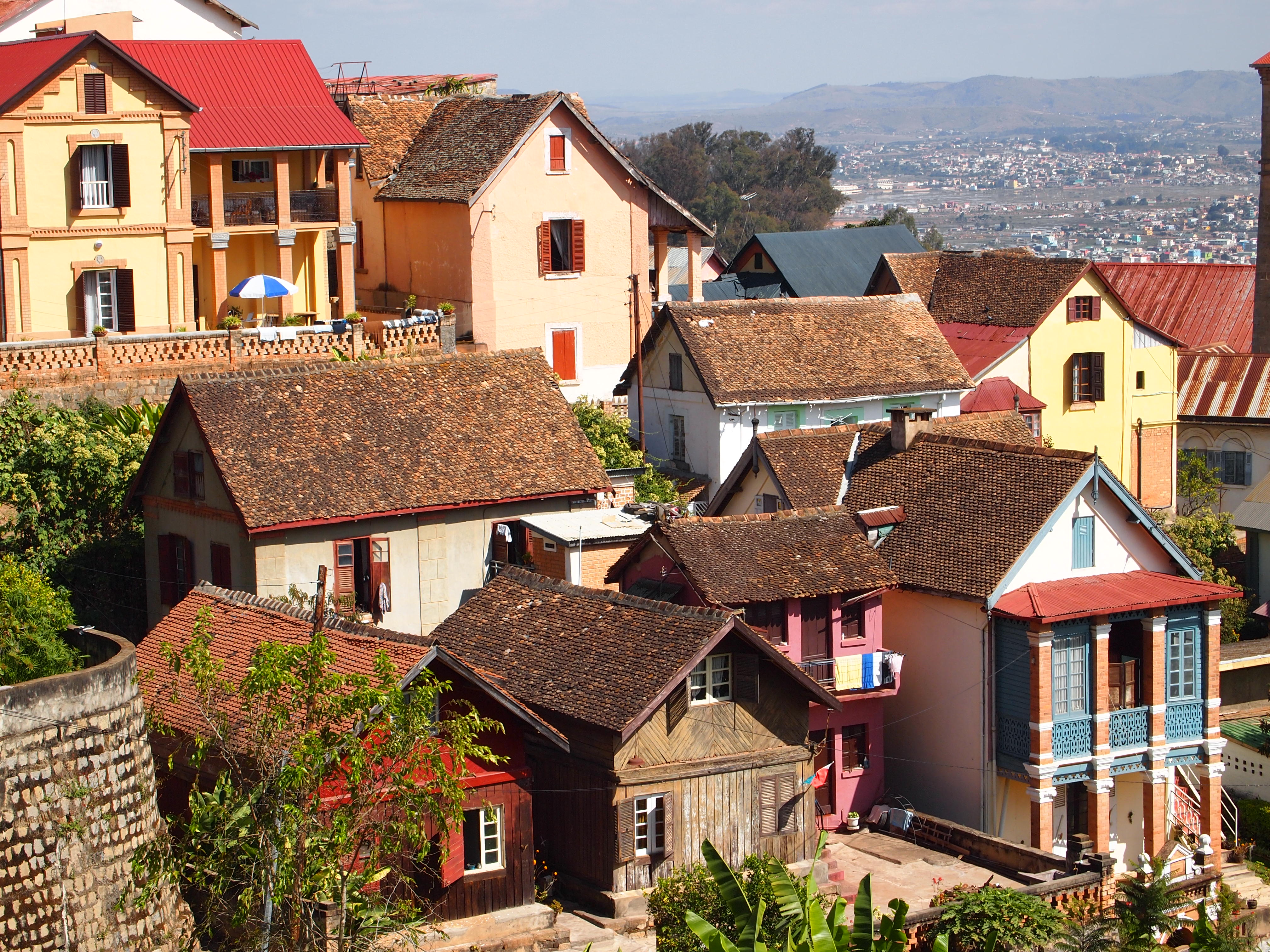
Les maisons de style trano gasy du XIXe siècle prédominent dans la haute ville.

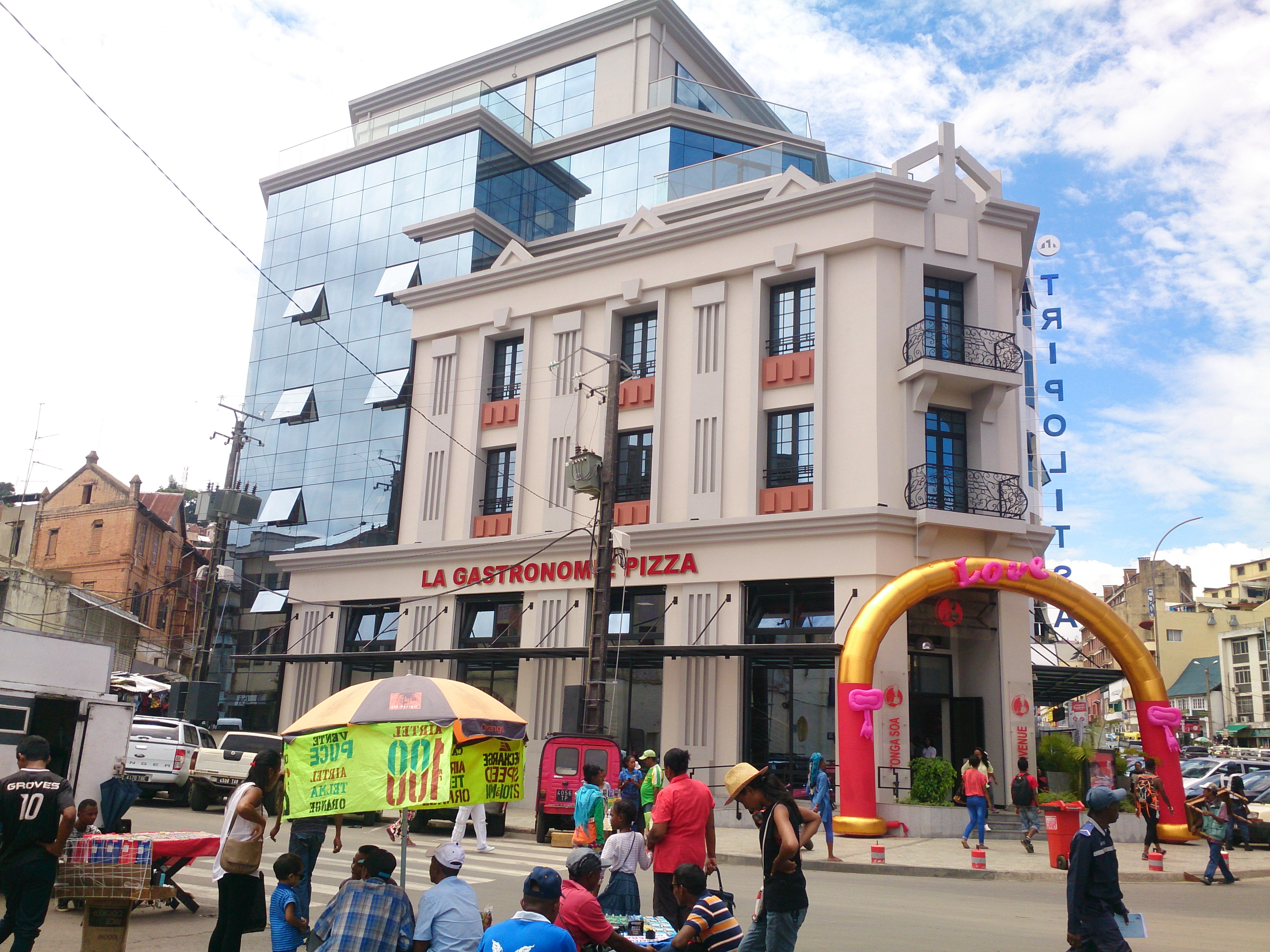
Analakely, le quartier le plus populaire d'Antananarivo.

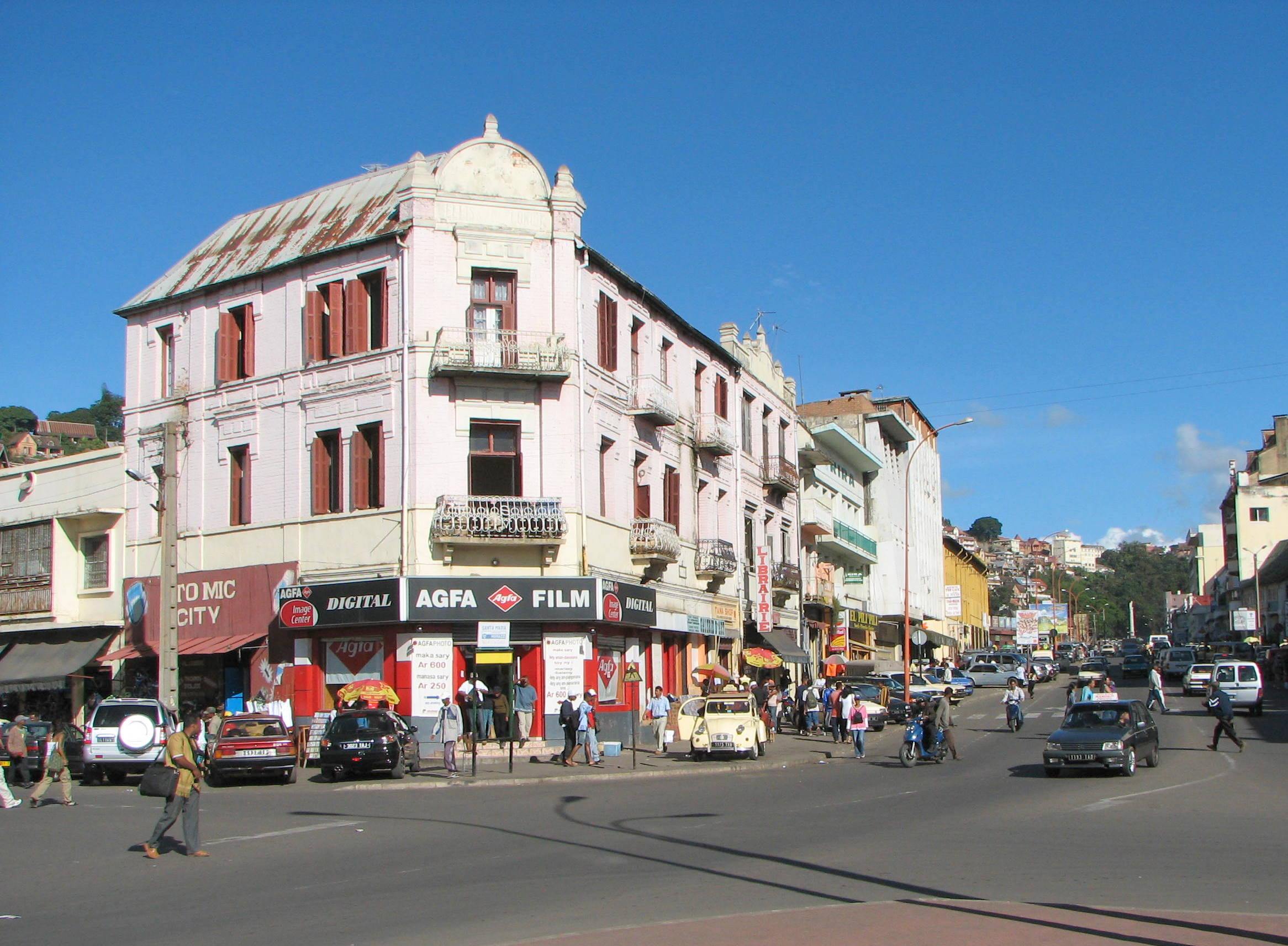
Avenue de l'Indépendance.

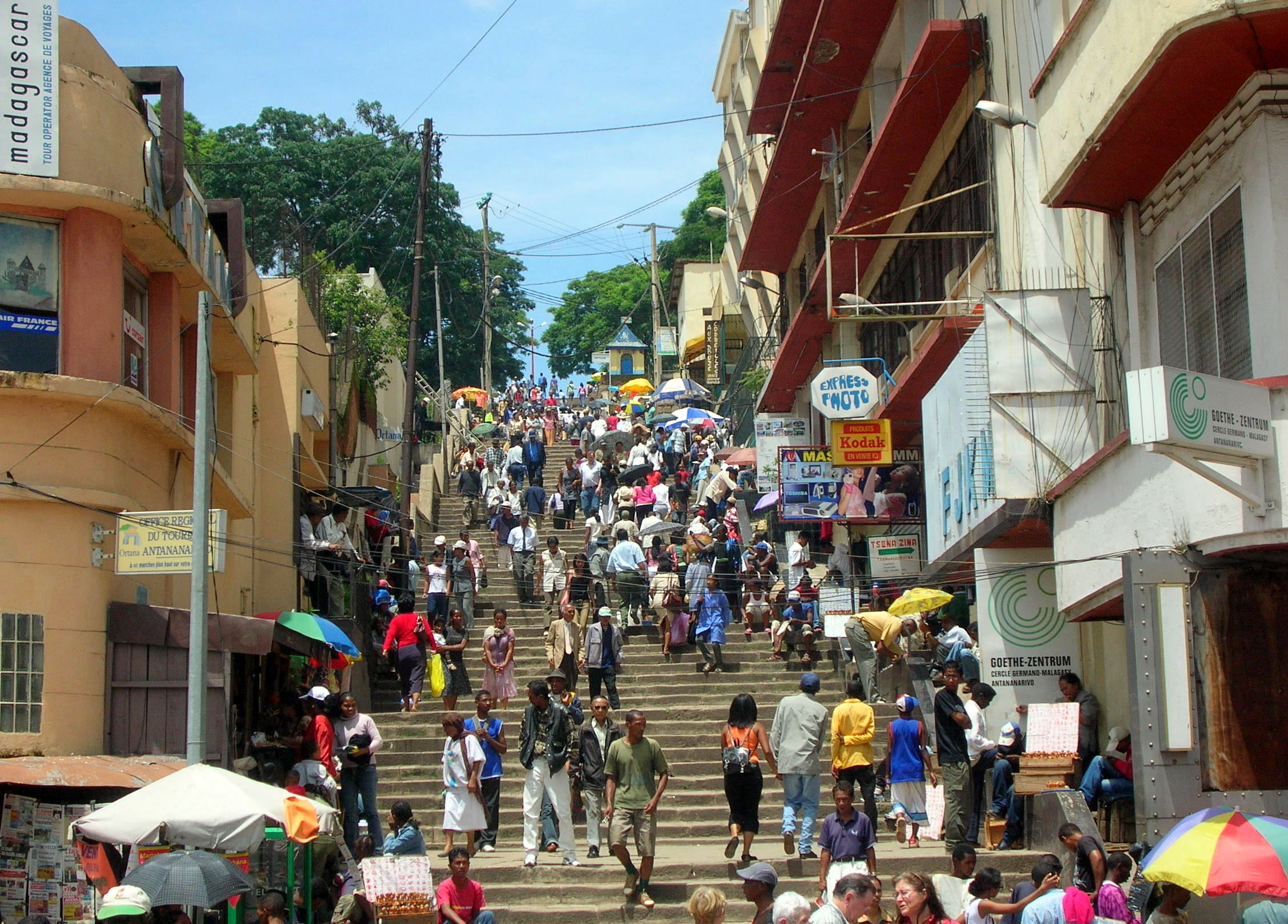
Escaliers menant à la place de l'Indépendance.

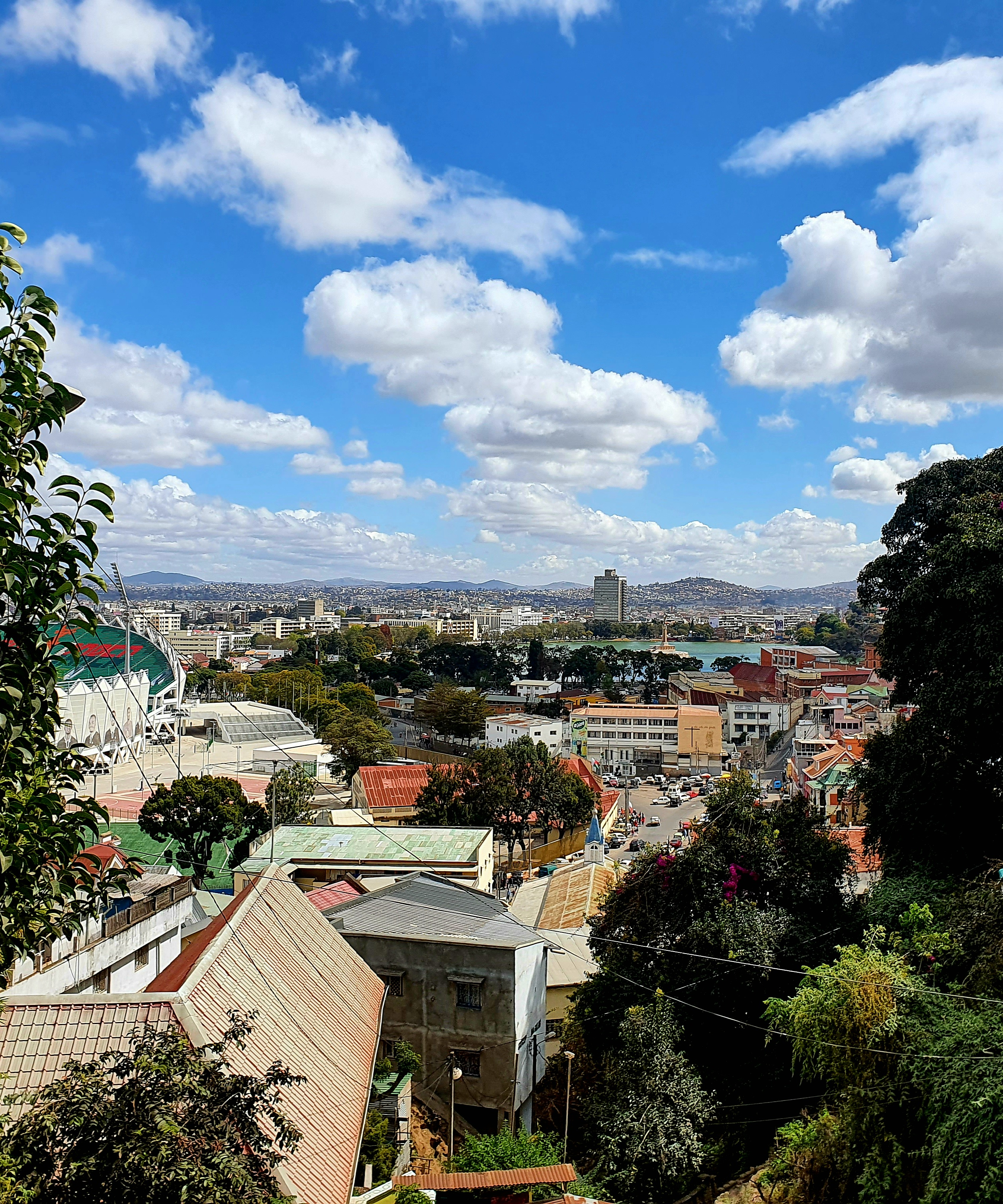
Quartier de Mahamasina.

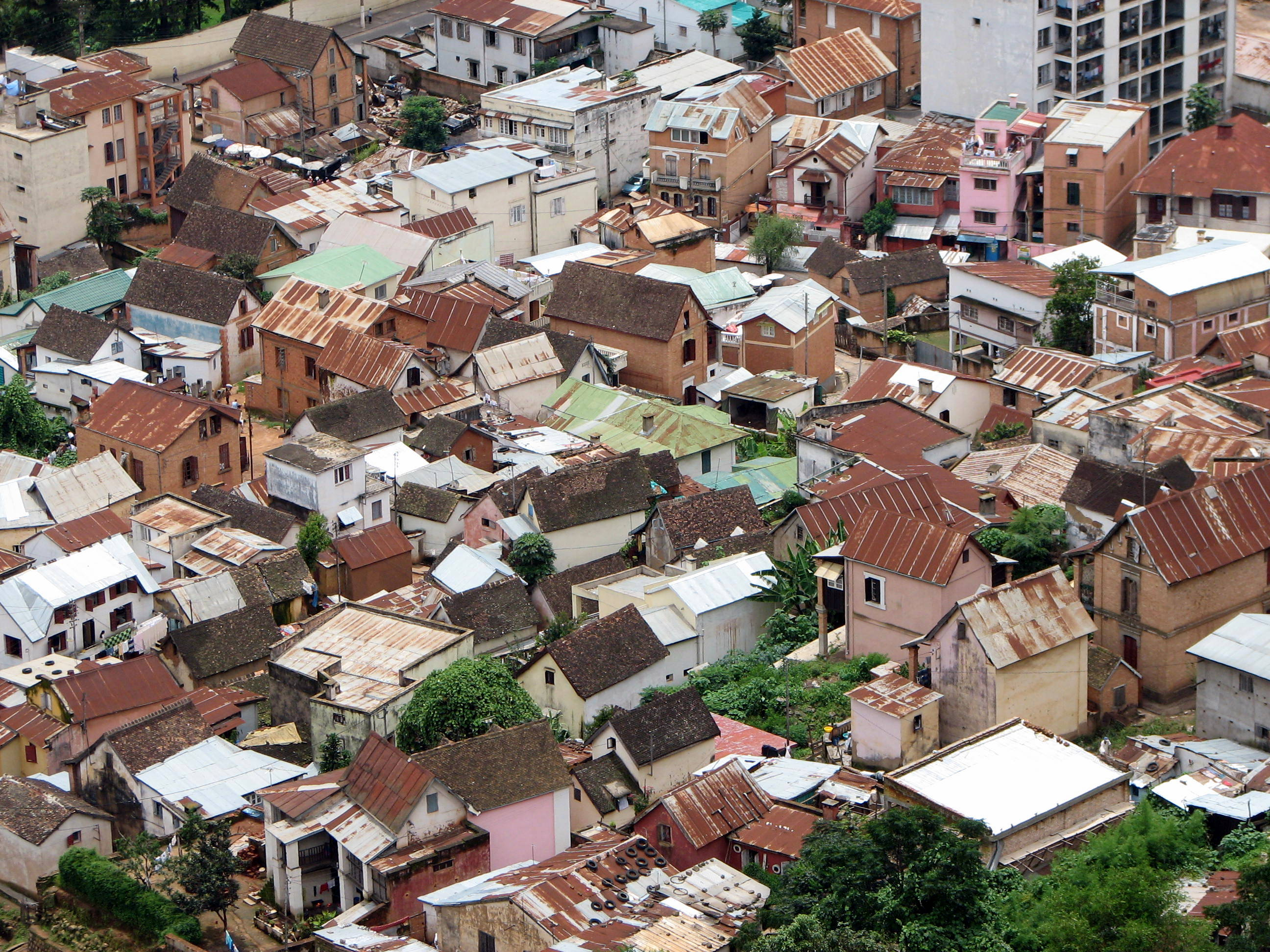
Namontana.

Avant le milieu du XIXe siècle, toutes les maisons et les marchés d'Antananarivo et de tout Madagascar étaient construits en bois, herbes, roseaux et autres matériaux à base de plantes considérés comme appropriés pour les structures utilisées par les vivants. Seules les tombes familiales étaient construites en pierre, un matériau inerte considéré comme approprié pour les morts.
Les missionnaires britanniques ont introduit la fabrication de briques sur l'île dans les années 1820, et l'industriel français Jean Laborde a utilisé la pierre et la brique pour construire ses usines au cours des décennies suivantes. Il a fallu attendre la levée de l'édit royal sur les matériaux de construction dans les années 1860 pour que la pierre soit utilisée pour recouvrir le palais royal. De nombreux aristocrates, inspirés par le palais royal et les maisons en briques à deux étages avec des vérandas enveloppées et des espaces intérieurs divisés construits par des missionnaires britanniques, ont copié le modèle britannique pour leurs propres grandes maisons dans la haute ville. Le style, connu sous le nom de trano gasy (en) (« maison malgache »), s'est rapidement répandu dans les hauts plateaux du centre de Madagascar, où il reste le style de construction de maison prédominant.
Depuis 1993, la Commune urbaine d'Antananarivo (CUA) s'attache de plus en plus à protéger et restaurer le patrimoine architectural et culturel de la ville. En 2005, les autorités de la CUA se sont associées aux urbanistes de la Région Île-de-France pour développer la stratégie Plan Vert-Plan Bleu visant à créer un système de classement des zones de protection du patrimoine architectural, urbain et paysager, zones urbaines bénéficiant d'un statut légal, d'une protection et d'un soutien financier de leur patrimoine historique et culturel,.
Le plan, qui est mis en œuvre par l'Institut des Métiers de la Ville, empêche la destruction de bâtiments historiques et d'autres structures, et établit des codes de construction qui garantissent que les nouvelles structures respectent l'esthétique historique.
Il prévoit également des campagnes de sensibilisation en faveur de la préservation historique et entreprend des projets de restauration de bâtiments et de sites historiques délabrés. Dans le cadre de ce plan, des sites du XIXe siècle, comme le tribunal d'Ambatondrafandrana et la deuxième résidence de Rainilaiarivony, ont été rénovés,.
L'une des conséquences paysagères de la métropolisation est la construction de tours. À Antananarivo, il n'existait que très peu d'immeubles de plus de dix étages : l'hôtel Carlton, appartenant à la chaîne Hilton, un immeuble de bureaux accueillant jadis le siège de la compagnie pétrolière malgache, la tour Zital en périphérie nord de la ville, proche de la route des hydrocarbures, toutes trois étant de tailles relativement modestes. Construite en 2014 à Ankorondrano, Rue Ravoninahitriniarivo, en plein centre d'affaires d'Antananarivo, la Tour Redland tranche par ses dimensions (100 mètres de haut, trente-six étages). À sa construction, c'est la plus grande tour de l'Océan Indien.

## Démographie
Selon les chiffres des Nations unies, la population de l'agglomération d'Antananarivo est passée de 177 000 en 1950 à 2,9 millions en 2017.
| 1950    | 1960    | 1970    | 1980    |
| ------- | ------- | ------- | ------- |
| 177 000 | 252 000 | 363 000 | 580 000 |

| 1990    | 2000      | 2010      | 2017      |
| ------- | --------- | --------- | --------- |
| 948 000 | 1 361 000 | 2 021 000 | 2 904 000 |

| Histogramme de l'évolution démographique |           |
| \| 1950 \| 177 000 \| \| 1960 \| 252 000 \| \| 1970 \| 363 000 \| \| 1980 \| 580 000 \| \| 1990 \| 948 000 \| \| 2000 \| 1 361 000 \| \| 2010 \| 2 021 000 \| \| 2017 \| 2 904 000 \| |           |
| 1950 | 177 000   |
| 1960 | 252 000   |
| 1970 | 363 000   |
| 1980 | 580 000   |
| 1990 | 948 000   |
| 2000 | 1 361 000 |
| 2010 | 2 021 000 |
| 2017 | 2 904 000 |

Les principales ethnies de la Grande île sont représentées à Antananarivo, en plus des communautés d'origine étrangère (Européens, Chinois et Indo-pakistanais) et autres expatriés arrivés après l'indépendance.

## Politique et administration

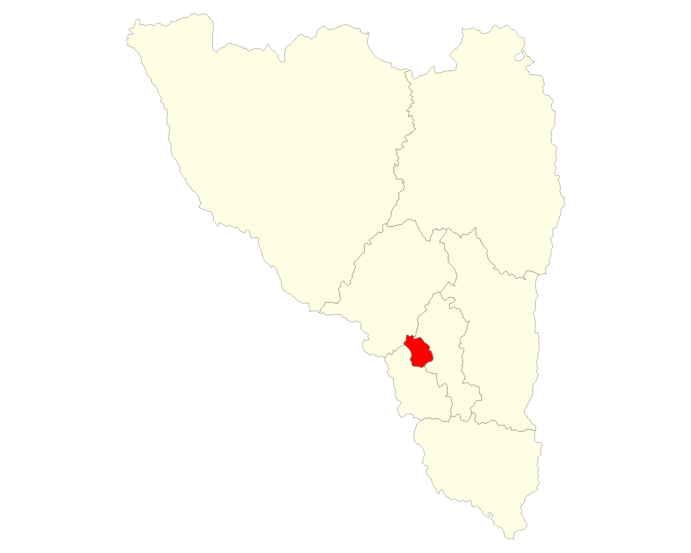
Situation d'Antananarivo dans la région Analamanga.

### Statut et organisation administrative
Antananarivo est depuis le 1er avril 2015 une collectivité à statut particulier qui exerce tant les compétences d'une commune que celles d'un district. Elle est divisée en arrondissements, comme la ville de Nosy Be, au nombre de six.
Le préfet de police d'Antananarivo est également préfet de la région Analamanga et l'État dispose à chaque arrondissement d'administrations de niveau départemental. Les pouvoirs de police sont partagés entre le maire d'Antananarivo et le préfet de police qui se prêtent réciproquement leurs moyens d'action à cet effet. Le maire d'Antananarivo est impliqué dans la politique de sécurité même si les pouvoirs en ce domaine restent entre les mains du préfet de police.

### Administration municipale

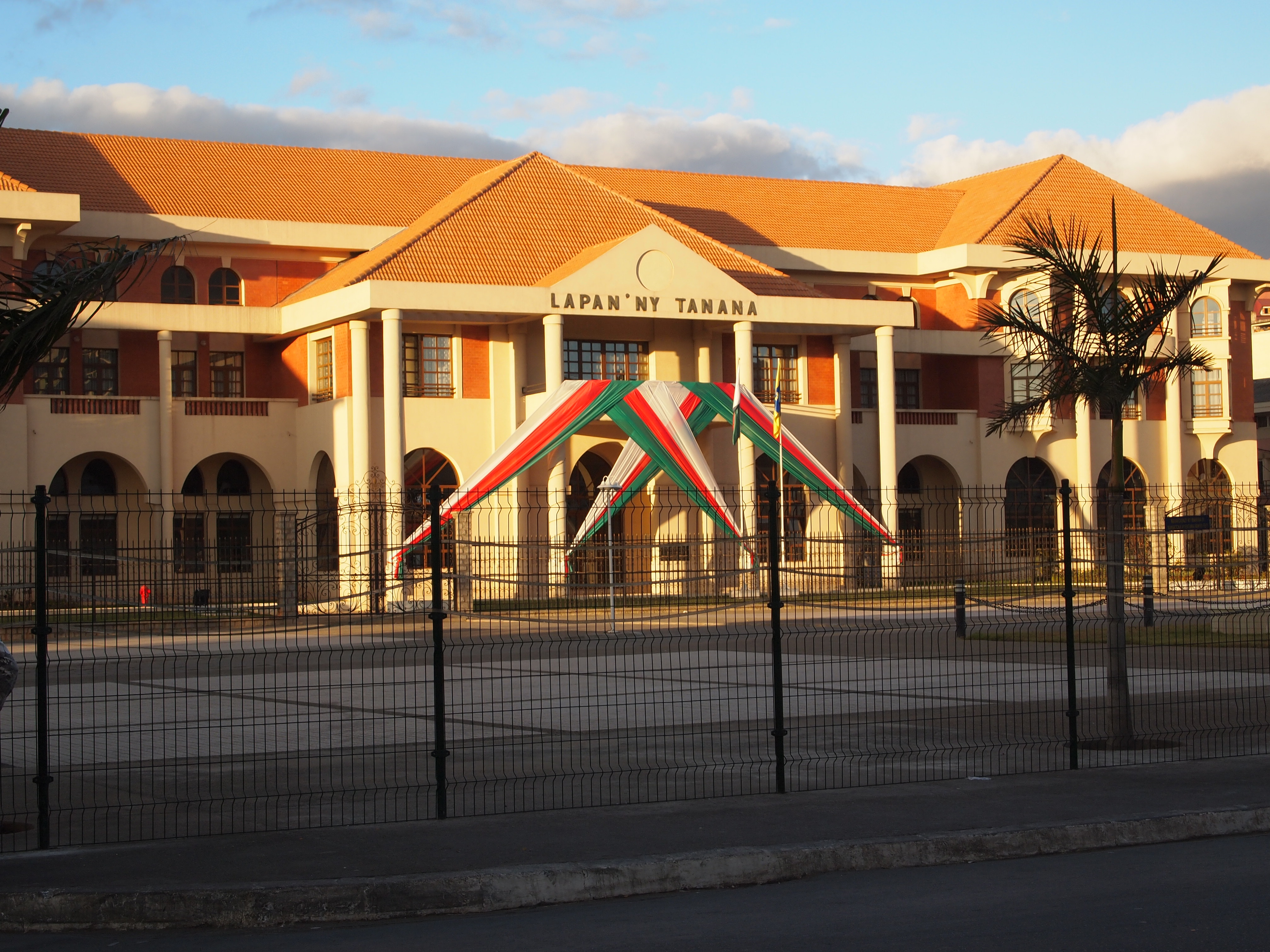
Le nouvel Hôtel de Ville dont la construction a été achevée en 2009 pour remplacer l'hôtel de ville d'origine incendié lors des manifestations rotaka de 1972.

La CUA est divisée en six arrondissements numérotés ; elle est administrée par un maire élu et un personnel associé.
Depuis la crise politique de 2009, au cours de laquelle le maire d'Antananarivo, Andry Rajoelina, a pris le pouvoir de manière anticonstitutionnelle à la tête de l'État, la CUA est dirigée par une délégation spéciale composée d'un président et d'un maire de facto avec l'appui de deux vice-présidents, qui sont tous nommés par le président.
La maire actuelle est Harilala Ramanantsoa, élue en janvier 2025.
| Année | Maires nommés |
| ----- | ------------- |
| 1897  | Deslions      |
| 1899  | Rambeau       |
| 1903  | Berthier      |
| 1904  | Estèbe        |
| 1907  | Titeux        |
| 1909  | De Mortière   |
| 1910  | Bord          |
| 1911  | Hesling       |
| 1912  | Bensch        |
| 1913  | De Guise      |
| 1914  | Carron        |
| 1917  | Berthier      |
| 1919  | De Chazal     |
| 1920  | Voyron        |
| 1922  | Pechmarty     |
| 1927  | Pont          |
| 1927  | Giresse       |
| 1929  | Krotoff       |
| 1929  | De Longchamp  |
| 1930  | Battini       |
| 1932  | Rambeau       |
| 1932  | Henry         |
| 1933  | Rambeau       |
| 1935  | Henri         |
| 1937  | Pechayrand    |
| 1937  | Bourgoin      |
| 1938  | Leuerre       |
| 1938  | Rambeau       |
| 1940  | Poupon        |
| 1941  | Bruniquel     |
| 1942  | Riddell       |
| 1943  | Prospérial    |
| 1945  | Prospérini    |
| 1945  | Hue           |
| 1946  | Rambeau       |
| 1947  | Bordier       |
| 1949  | Vignau        |
| 1950  | Fayoul        |
| 1951  | Vignau        |
| 1954  | Le Garreres   |
| 1955  | Saget         |

| Année            | Maires élus                      |
| ---------------- | -------------------------------- |
| 1956-1959        | Stanislas Rakotonirina           |
| 1959-1977        | Richard Andriamanjato            |
| 1977-années 1980 | Andriatiana Rakotovao            |
| années 1980-1991 | Guy Razanamasy                   |
| 1991-1994        | ?                                |
| 1994-1999        | Guy Razanamasy                   |
| 1999-2002        | Marc Ravalomanana                |
| 2003-2007        | Patrick Ramiaramanana            |
| 2007             | Hery Rafalimanana                |
| 2007-2009        | Andry Rajoelina                  |
| 2009             | Guy Randrianarisoa (intérim)     |
| 2009             | Michèle Ratsivalaka              |
| 2009-2013        | Edgard Razafindravahy            |
| 2013-2014        | Olga Rasmimanana (intérim)       |
| 2015-2020        | Lalao Ravalomanana               |
| 2020-2024        | Naina Andriantsitohaina          |
| 2024-2025        | Richard Ramanambintana (interim) |
| 2025-...         | Harilala Ramanantsoa             |

L'administration municipale de la CUA est habilitée à diriger la ville avec une autonomie de jure; un large éventail de mécanismes ont été mis en place pour faciliter la gouvernance, bien qu'ils soient d'une efficacité limitée.
Un plan directeur urbain guide les principales politiques de gestion de la ville, mais le personnel au sein du bureau du maire n'a généralement pas la capacité de planification et de gestion urbaines pour mettre en œuvre efficacement le plan en réponse aux besoins à long terme et immédiats.
Ce défi est aggravé par le taux de rotation élevé des maires et du personnel qui perturbe fréquemment les initiatives lancées par les administrations précédentes de la CUA.
Un maire sous l'ancien président Didier Ratsiraka a créé des zones rouges, des zones où les rassemblements publics et les manifestations étaient interdits.
Le 28 juin 2001, Ravalomanana a aboli ces zones, libéralisant la liberté de réunion.
Antananarivo a souffert de la dette et de la mauvaise gestion.
La CUA a estimé en 2012 que le coût de fonctionnement de la ville selon les normes internationales atteindrait 100 millions de dollars américains par an, tandis que les revenus annuels s'élèvent en moyenne à environ 12 millions de dollars.
Les bonnes années, l'AUC peut réserver 1 à 2 millions de dollars à dépenser pour des projets d'amélioration de la ville.
En 2008, le Trésor de la ville avait accumulé 8,2 milliards d'ariary malgaches, environ 4,6 millions de dollars US, de dettes sous le mandat des maires précédents.
En 2008, l'eau a été coupée aux pompes publiques et il y a eu des baisses de tension régulières des lampadaires de la ville en raison de 3,3 millions d'ariary de dettes impayées à la société d'utilité publique Jirama par la ville d'Antananarivo.
En réponse, le maire Andry Rajoelina a entrepris un audit qui a identifié et cherché à remédier aux irrégularités de procédure et à la corruption de longue date dans l'administration municipale.
L'AUC continue d'être confrontée à une insuffisance de revenus relativement à ses dépenses dues au coût élevé du trop grand nombre d'employés de l'AUC, la faiblesse des structures de gestion des revenus des loyers publics et la perception inadéquate des recettes fiscales des résidents et des entreprises de la ville.

### Instances judiciaires et administratives
Le quartier d'Anosy concentre toutes les instances judiciaires d'Antananarivo. On y retrouve le palais de justice où siègent le tribunal de première instance ainsi que la cour d'appel. La cour suprême s'y est également installé, quittant ainsi ses locaux d'Ambohidahy.

## Économie
La ville est le foyer d'une région en croissance, les industries locales fabriquant de la nourriture, des produits du tabac, des textiles et des marchandises dérivées du cuir. Antananarivo produit 42 % du PIB national environ 2,3 milliards d'euros.
Toutefois, la pauvreté est omniprésente dans de nombreux quartiers.

### Agriculture
L'agriculture est le pilier de l'économie malgache.
La terre est utilisée pour la culture du riz et d'autres cultures, l'élevage de zébus et d'autres animaux d'élevage, la fabrication de briques et d'autres moyens de subsistance traditionnels.
L'accès à la terre est garanti et protégé par la loi pour chaque habitant de la ville.
La CUA gère les demandes de location ou d'achat de terres, mais la demande dépasse considérablement l'offre, et une grande partie des terres non attribuées ne répond pas aux critères requis pour le morcellement, comme les terres où le ruissellement des eaux de crue est détourné.
Une grande partie de ces terres marginales a été illégalement occupée et développée par des résidents à la recherche de terres, créant des bidonvilles dans des poches dans les parties basses de la ville.
Ce développement incontrôlé pose des risques pour l'assainissement et la sécurité des habitants de ces zones.

### Industrie et services
L'industrie représente environ 13 % du produit intérieur brut (PIB) de Madagascar et est largement concentrée à Antananarivo.
Les principales industries comprennent la production de savon, la transformation des aliments et du tabac, la brasserie, les textiles et la fabrication du cuir, qui emploient environ 5,5 pour cent de la main-d'œuvre.
Les vastes infrastructures de la ville et son rôle de centre économique du pays en font un emplacement privilégié pour les grandes entreprises.
Les propriétaires d'entreprise sont des moteurs de croissance pour la ville; en 2010, 60 % de tous les nouveaux bâtiments du pays étaient situés à Antananarivo, dont la plupart ont été construits à des fins commerciales.
Le chômage et la pauvreté augmentent également, alimentés en partie par une main-d'œuvre insuffisamment qualifiée et non professionnelle et par l'absence d'une stratégie nationale de développement économique depuis 2009. La croissance de l'emploi dans le secteur formel n'a pas suivi le rythme de la croissance démographique, et de nombreux résidents gagnent leur vie dans le secteur informel en tant que vendeurs de rue et ouvriers.
Sous la direction de Marc Ravalomanana, la construction dans la capitale a fortement augmenté ; douze nouveaux supermarchés ont été construits en deux ans.
Les habitants d'Antananarivo sont pour la plupart quotidiennement confrontés au problème de l'accès à l'eau potable.

## Transports

### Transports locaux
La Commune Urbaine d'Antananarivo (CUA) établit et applique les règles qui régissent un système de 2 400 minibus privés franchisés, baptisé localement taxi be (littéralement « grand taxi »),  circulant sur 82 itinéraires numérotés dans toute la ville.
2 000 minibus supplémentaires gérés par le ministère des Transports circulent le long de huit lignes dans les banlieues voisines. En 2012, ces systèmes de bus interconnectés desservaient environ 700 000 passagers chaque jour. Ces minibus ne répondent souvent pas aux normes de sécurité ou aux exigences de qualité de l'air et sont généralement surchargés de passagers et de leur cargaison. La police et les gendarmes aident à réguler le trafic aux heures de pointe du matin et du soir, ou autour d'événements spéciaux et de jours fériés.
Les taxis privés agréés et non agréés sont courants. Les véhicules plus récents se rassemblent près des hôtels et d'autres lieux fréquentés par des étrangers prêts à payer des prix plus élevés pour de meilleurs services.
Selon un institut de sondages, 48 % des habitants prenaient habituellement le bus dans leurs déplacements.
Pour l'autre moitié, ceux qui ne prennent pas le bus, 52 % sont adeptes de la marche et 24 % prennent notamment leurs voitures. 19 %, ensuite, peuvent aussi enfourcher leurs motos, 3 % vont en taxi et 2 % utilisent une bicyclette.
En 2024, un téléphérique urbain est construit.

### Transports aériens
L'aéroport international d'Ivato se trouve à environ 13,5 km au nord-ouest du centre-ville. Ivato est la plaque tournante de la compagnie aérienne nationale Madagascar Airlines et est l'un des seuls aéroports de l'île à accueillir des transporteurs long-courriers. Des vols directs relient Antananarivo à des villes d'Afrique et d'Europe.

### Transports ferroviaires
Antananarivo était reliée par train à Toamasina à l'est et à Antsirabe au sud, mais les trains de voyageurs ne circulent plus depuis 2019.
La gare de Soarano est la gare principale de la ville est située au centre du quartier homonyme, à une extrémité de l'avenue de l'Indépendance. Elle relie les lignes ferroviaires Tananarive-Antsirabe (TA) et Tananarive-Côte Est (TCE).

### Transports routiers
La ville est encerclée par une rocade et constitue le point de départ de nombreuses routes nationales du pays, dont le « kilomètre zéro » se trouve avenue de l'Indépendance à l'entrée du parvis de la gare de Soarano. Des routes nationales relient directement la capitale à Mahajanga, Toliara, Antsirabe, Fianarantsoa and Toamasina. Des embranchements et des voies de desserte de ces grands axes routiers relient la ville au réseau routier national.
La ville abrite plusieurs gares routières pour rejoindre les différentes régions de l'île par la route.

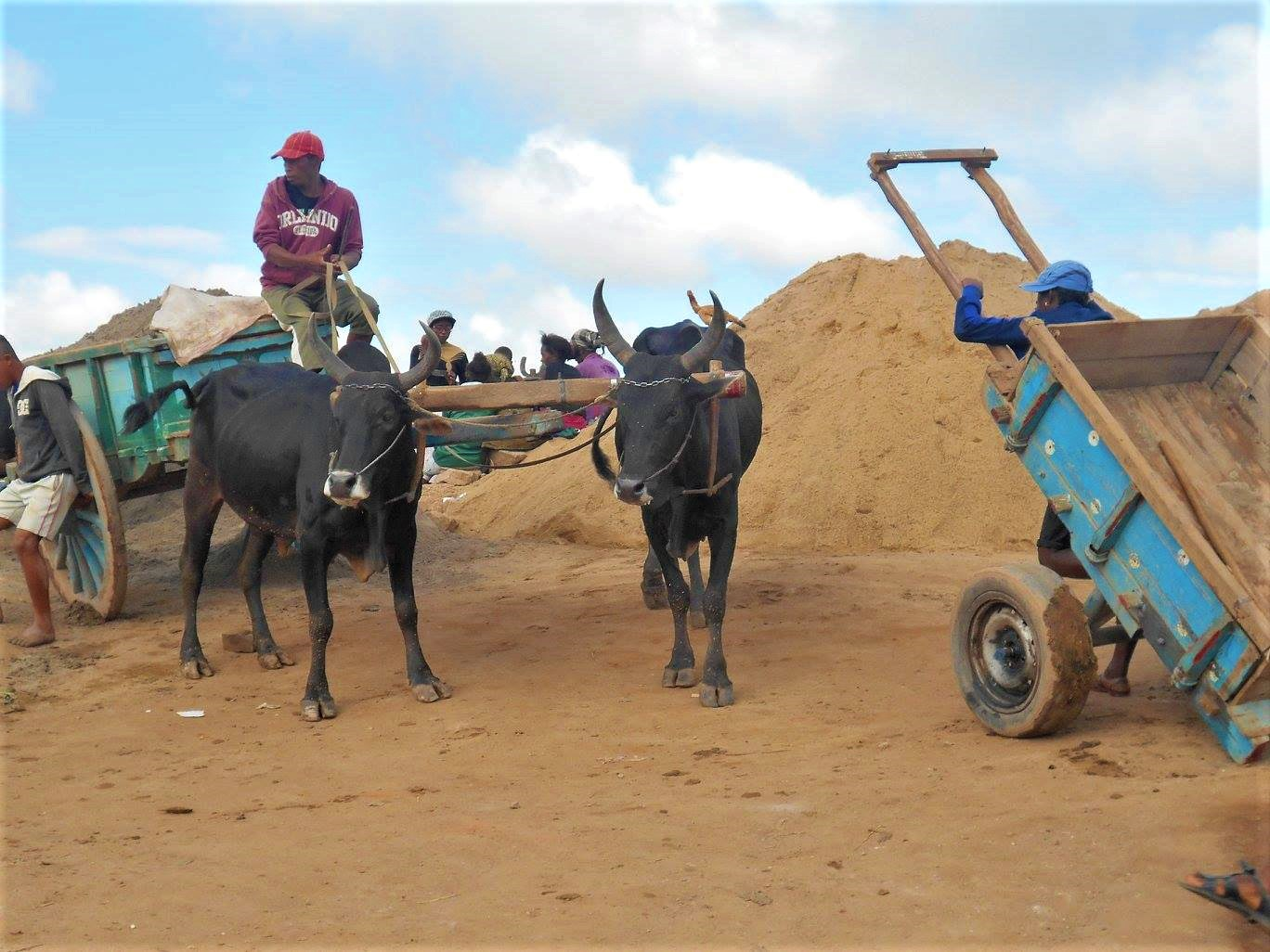
Moyens de transport traditionnels.
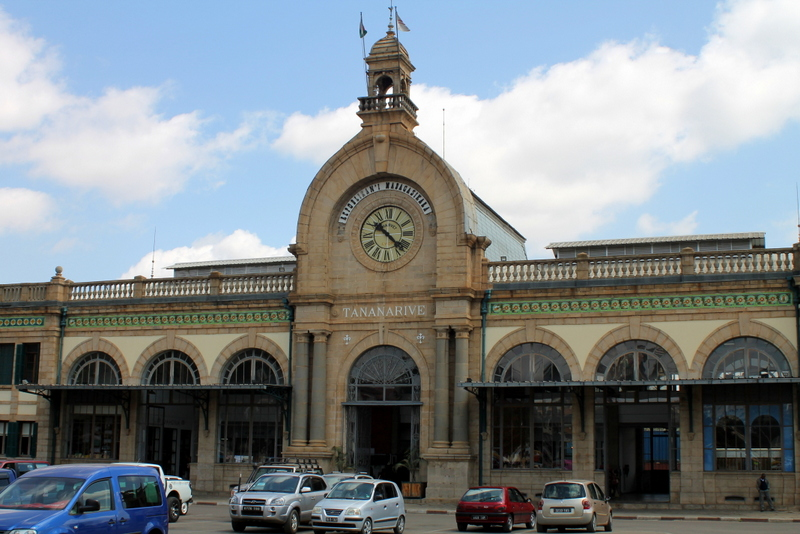
Gare Soarano.
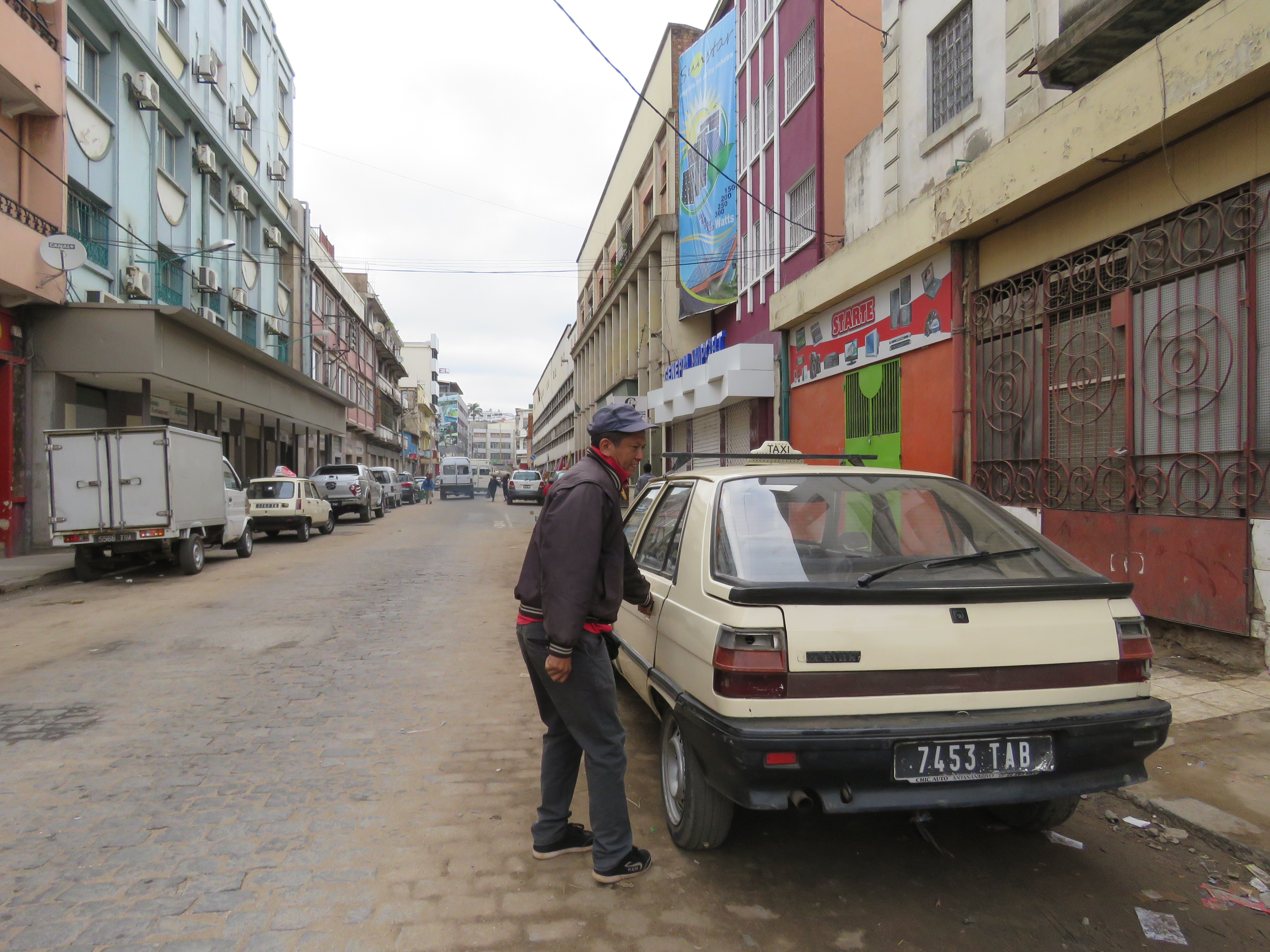
Taxi.
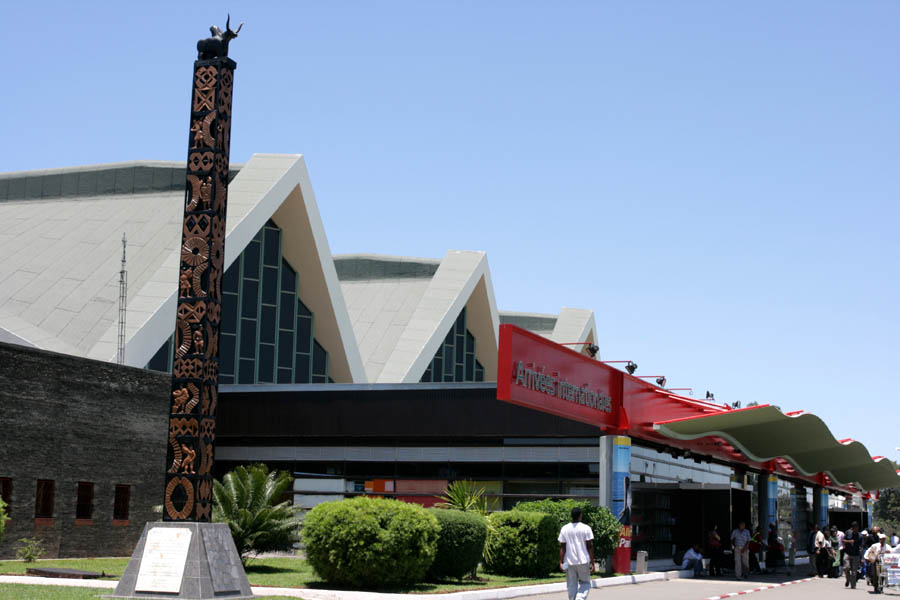
Aéroport international d'Ivato.

## Religion
Les lieux de culte, sont principalement des églises et des temples des congrégations chrétienes suivantes :
- Église de Jésus-Christ à Madagascar (Communion mondiale d'Églises réformées), 
  - FJKM Rasalama Maritiora Ambohipotsy
  - Temple FJKM d'Ambohipotsy
  - Temple FJKM d'Ambondrona
  - Temple FJKM de Faravohitra
  - Temple FJKM d'Amboninampamarinana
- Église luthérienne malgache (Fédération luthérienne mondiale)
  - Temple FMTA d'Ambatonakanga
- Assemblées de Dieu,
- Association des églises bibliques baptistes de Madagascar (Alliance baptiste mondiale)
- Archidiocèse d'Antananarivo (Église catholique).
  - Cathédrale de l'Immaculée-Conception
  - Cathédrale catholique Notre Dame d'Andohalo
  - Église catholique de Faravohitra
- Église anglicane malgache (Communion anglicane)
  - Cathédrale Saint-Laurent Ambohimanoro

Il y a aussi de nombreuses mosquées musulmanes.

## Éducation

### Enseignement primaire et secondaire
La ville abrite de nombreuses écoles privées préprimaires, primaires et secondaires et le réseau national d'écoles publiques,.
La ville abrite plusieurs écoles internationales françaises, dont le lycée français de Tananarive, le lycée La Clairefontaine, le lycée Peter Pan, l'école de l'Alliance française d'Antsahabe, les Collèges de France ainsi que l'école Bird. Antananarivo abrite également l'école américaine d'Antananarivo (en), et l'école de l'ambassade de Russie à Antananarivo.
Le lycée Nanisana affiche quant à lui le meilleur taux de réussite au bac du pays en 2013.
Parmi les anciennes écoles internationales citons l'école de la Francophonie et l'école Sully.

### Enseignement supérieur
La plupart des universités publiques et privées de Madagascar sont situées à Antananarivo.
Parmi ces établissements, la capitale compte les plus anciens institut d'enseignement supérieur du pays : le Collège de médecine créé sous la monarchie merina, l'université d'Antananarivo (fondée en 1961 sous l'administration coloniale française et qui est la plus grande université malgache), ainsi que l'université catholique de Madagascar fondée en 1960 en tant qu'institut au sein du Grand Séminaire d'Antananarivo.
Les travaux d'André Thiroux, chercheur à l'institut Pasteur d'Antananarivo fondé en 1898, ont permis à Madagascar d'être le premier pays au monde à éradiquer la variole.
Depuis 2003, l'Institut et Observatoire de Géophysique d'Antananarivo fait partie de l'université d'Antananarivo.

### Sports

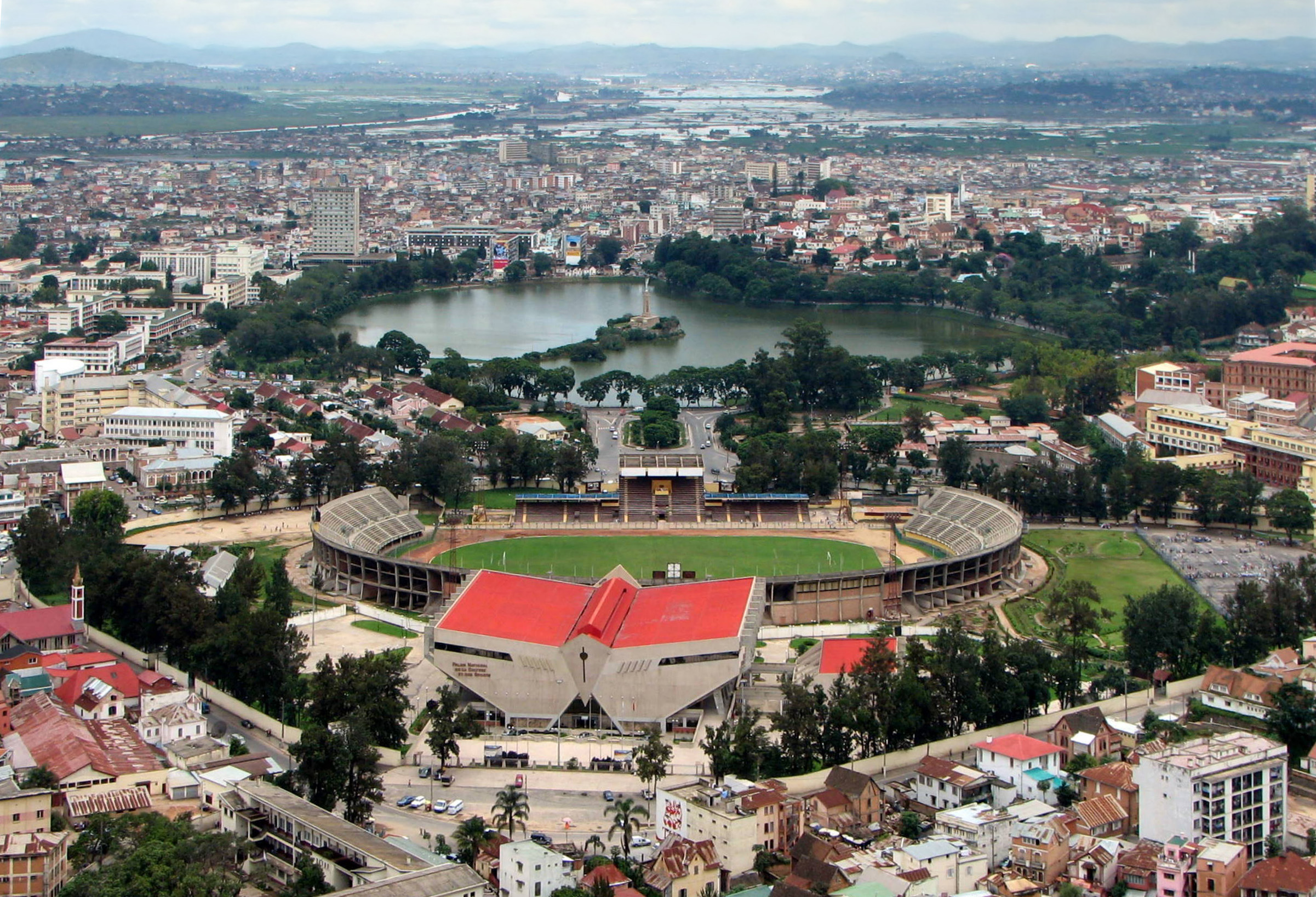
Le stade municipal de Mahamasina.

La capitale abrite la majorité des grandes infrastructures sportives de la grande île, pour la plupart héritées de l'organisation successive de différentes compétitions et jeux sportifs à Antananarivo. Elle compte entre autres : deux grands stades municipaux (celui de Mahamasina, le plus grand, est réservé aux matches de football et de rugby ; celui d'Alarobia aux compétitions d'athlétisme), un grand stade de rugby (le stade Maki) à la périphérie de la ville, un Palais national de la culture et des sports, des gymnases couverts (à Mahamasina, à Ankorondrano, ANS d'Ampefiloha), plusieurs courts de tennis, piscines municipales et autres équipements sportifs.

## Culture

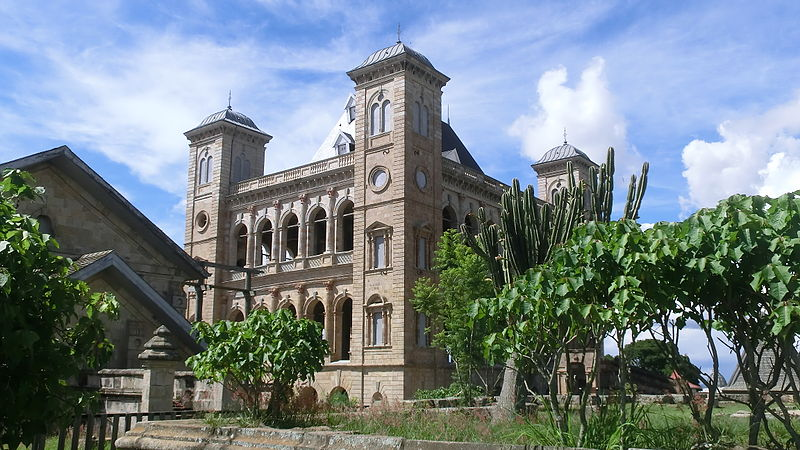
Palais de la Reine (Rova Manjakamiadana). Photo prise en 2012.

### Lieux culturels
Antananarivo abrite plusieurs musées, le musée d'Art et d'Archéologie de l'Université de Madagascar, le musée d'ethnologie et de paléontologie, le musée Rainilaiarivony et le palais d'Ambohitsorohitra ainsi que le musée des pirates.
Le parc botanique et zoologique de Tsimbazaza est situé dans le quartier Tsimbazaza.
Au centre-ville on peut admirer le Palais de la Reine (Rova Manjakamiadana) entièrement reconstruit après un incendie en 1995 ou encore le palais d'Andafiavaratra, dévasté par un incendie criminel en 1976 puis entièrement reconstruit (palais du Premier ministre sous la royauté merina, palais présidentiel de 1960 à 1972), le palais de justice d'Ambatodrafandrana, édifice construit en pierre de taille en 1881, tous trois construits sur la colline sacrée surplombant toute la ville.

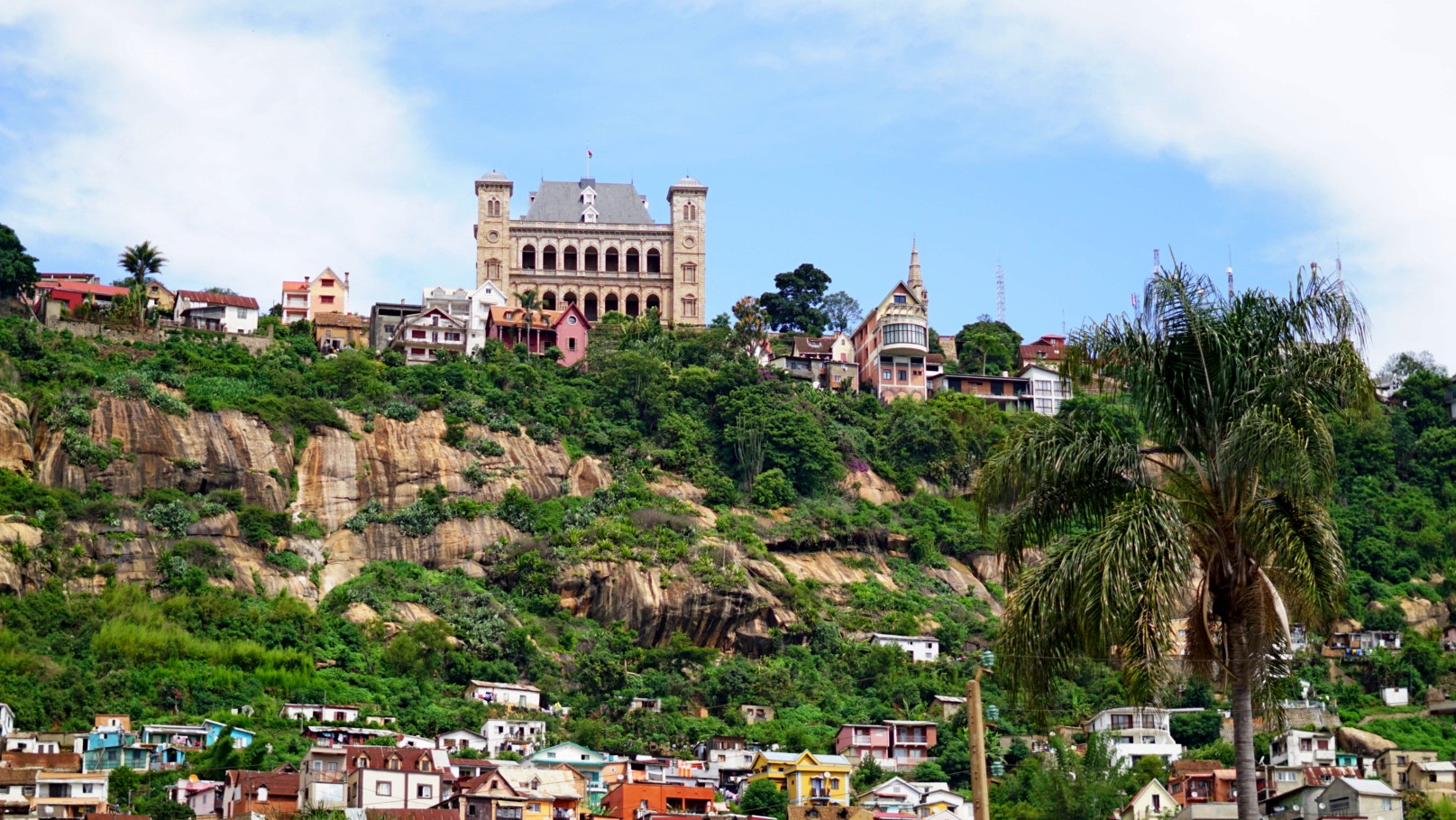
Palais de la Reine (Rova d'Antananarivo). Vue depuis Mahamasina. Photo prise en 2022

La ville d'Antananarivo comptait autrefois plusieurs salles de cinéma qui sont aujourd'hui laissées à l'abandon ou devenues des lieux de culte pour des groupes cultuels se réclamant d'un courant évangélique.
Elle compte également des salles de spectacle et théâtres municipaux (théâtres municipaux d'Isotry et d'Analakely).
Elle abrite par ailleurs la grande bibliothèque nationale de Madagascar et une bibliothèque municipale. Le célèbre centre de recherches scientifiques créé par le professeur Rakoto-Ratsimamanga l'IMRA (Institut Malgache de Recherches Appliquées) en 1957.
Tous deux financés par le gouvernement français, l'Institut français de Madagascar, créé en 1964 et le Centre culturel Albert-Camus » (CCAC), veulent promouvoir la création artistique malgache et être un lieu d'échanges et de dialogues entre les cultures du Nord et du Sud. Le Cercle Germano-Malgache, une branche du Goethe-Institut, est financé par le gouvernement allemand et l'American Center est financé par le gouvernement des États-Unis.

### Personnalités liées à Antananarivo
- Rasalama (1810/12-1837), première martyre chrétienne malgache, exécutée le 14 août 1837.
- Victoire Rasoamanarivo (1848-1894), pilier de l'église catholique malgache, béatifiée par le pape Jean-Paul II le 30 avril 1989 à Antananarivo.
- Mgr Henri Lespinasse de Saune (1850-1929), vicaire apostolique français de Tananarive de 1911 à 1928, est enterré dans la Cathédrale.
- Raphaël Louis Rafiringa (1856-1919), religieux malgache, béatifié par le pape Benoît XVI.
- Les leaders nationalistes : Pasteur Ravelojaona (1879-1956), Dr Joseph Raseta (1886-1979) et Joseph Ravoahangy Andrianavalona (mg) (MDRM) (1893-1970).
- Émile Perrin (1883-1943), artiste français, a vécu et est mort dans cette ville.
- Pierre Moguez (1913-1982), résistant français, Compagnon de la Libération, y est né.
- Claude Simon (1913-2005), écrivain français, Prix Nobel de littérature, y est né.
- Gisèle Rabesahala (1929-2011), militante pour l'indépendance et ministre.
- Fatima Achimo (1931-2011), sénatrice malgache.
- Michèle Rakotoson (1948-), écrivain malgache.
- Le père Pedro Opeka (1948-), prêtre lazariste argentin, connu pour le combat qu'il mène contre la pauvreté à Madagascar à travers l'association Akamasoa, a été nommé directeur du scolasticat d'Antananarivo en 1989.
- Philippe Jeantot (1952-), navigateur français, créateur du Vendée Globe, y est né.
- Frédéric Lenoir (1962-), philosophe français, y est né.
- Rohff (1977-), rappeur français d'origine comorienne, y est né.

### Jumelages
| Ville | Ville              | Pays | Pays    | Période     |
| ----- | ------------------ | ---- | ------- | ----------- |
|       | Erevan             |      | Arménie | depuis 1981 |
|       | Fontenay-aux-Roses |      | France  |             |
|       | Montréal           |      | Canada  |             |
|       | Suzhou             |      | Chine   |             |
|       | Vorkouta           |      | Russie  |             |
|       | Wenzhou            |      | Chine   | depuis 2021 |

## Héraldique
| Blason de Antananarivo | Blason  | Écartelé, au premier et quatrième quartiers, d'or à la rencontre de zébu de sable, au deuxième et troisième, d'azur à la fleur de lis d'or. Ornements extérieursCouronne murale d'or à sept tours Devise / CriNy arivolahy tsy maty indray andro |
| Blason de Antananarivo | Détails | Le statut officiel du blason reste à déterminer. |

## Galerie

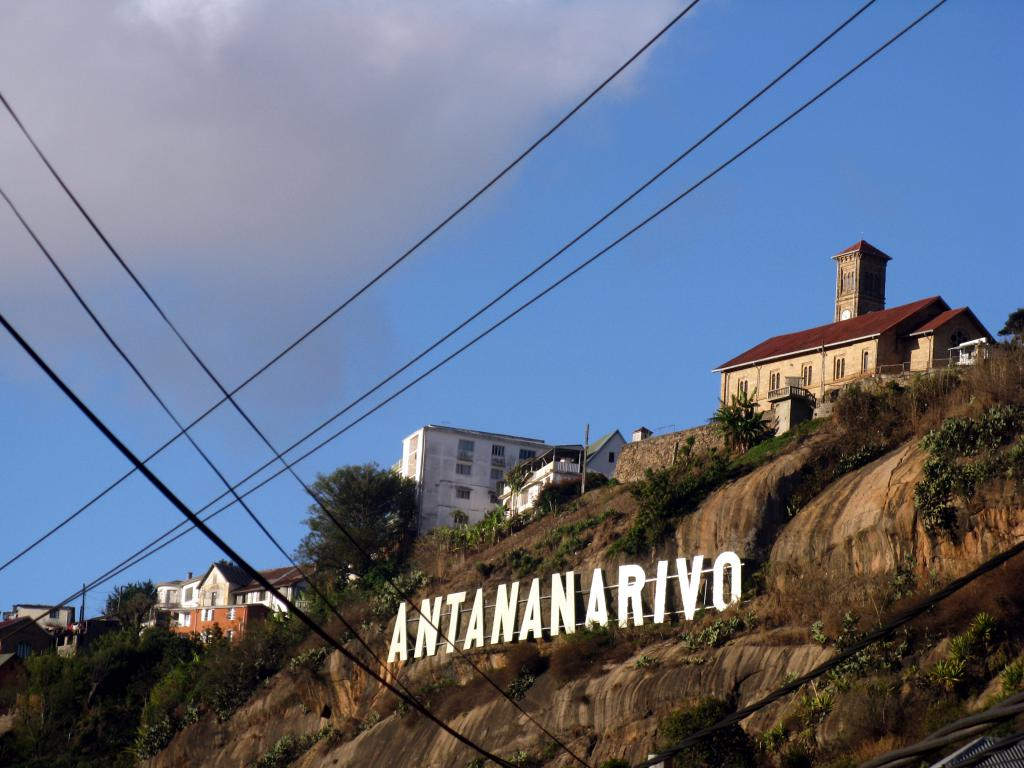
Panneau d'Antananarivo.
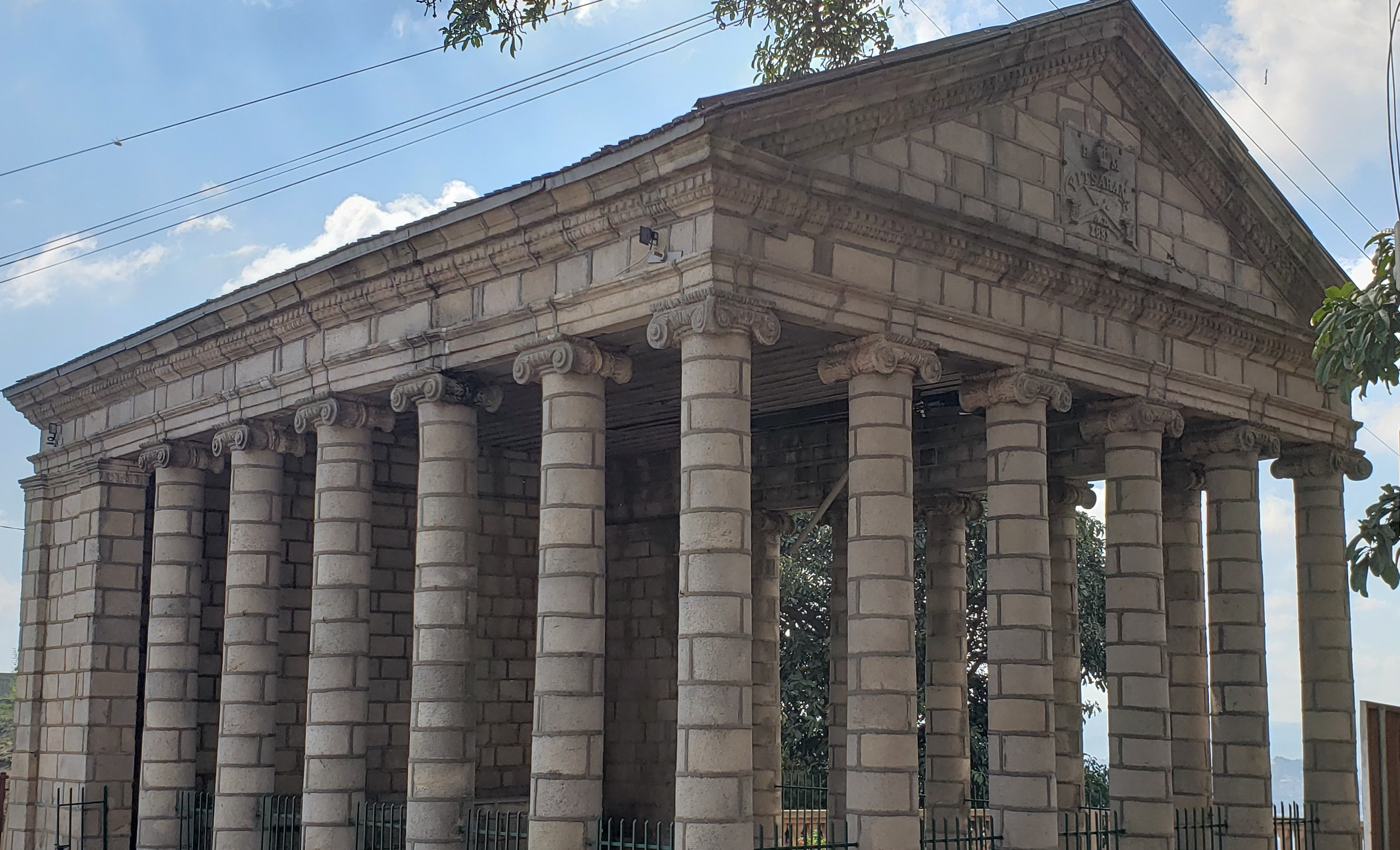
Palais de Justice historique d'Ambatondrafandrana.
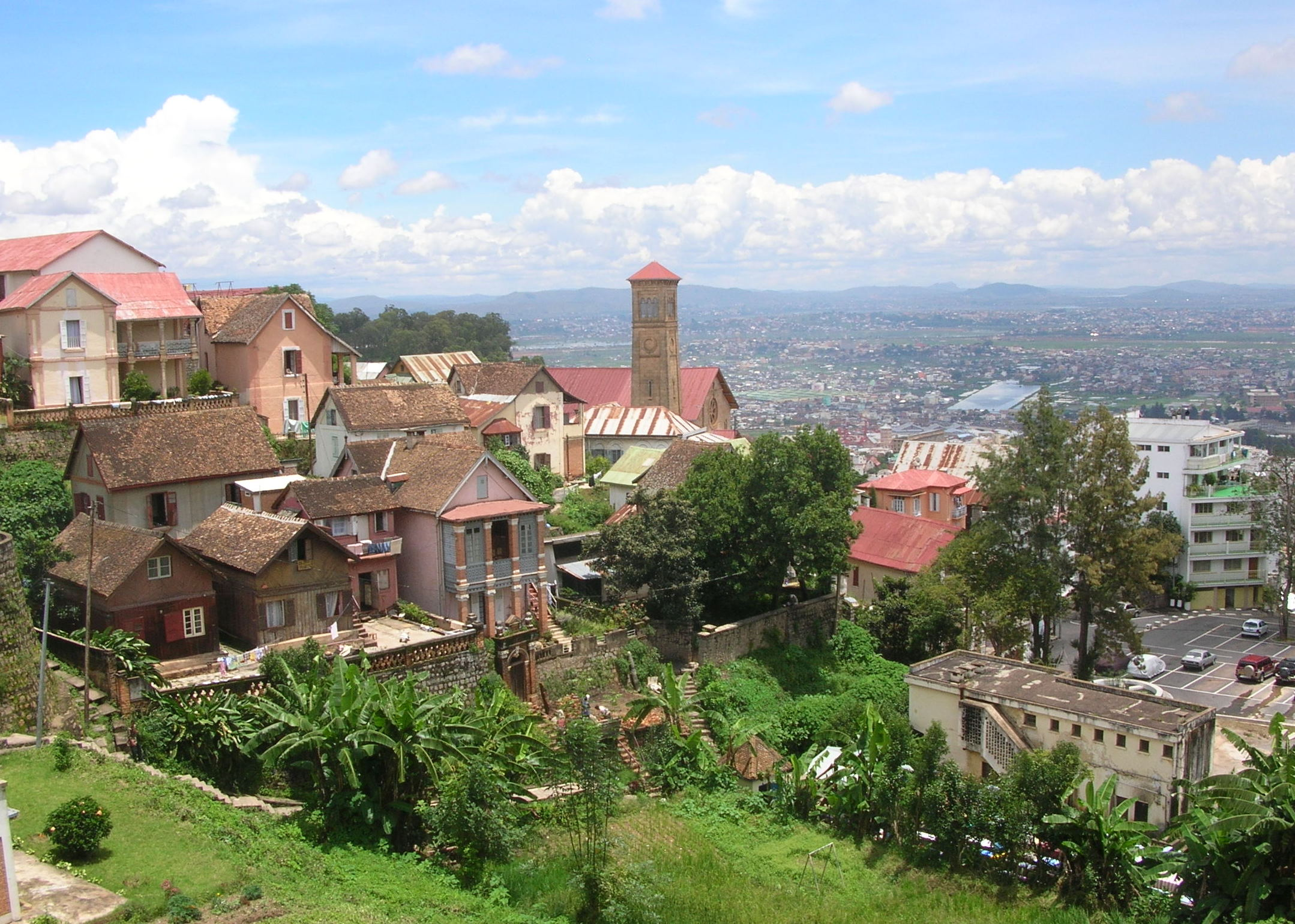
La haute ville.
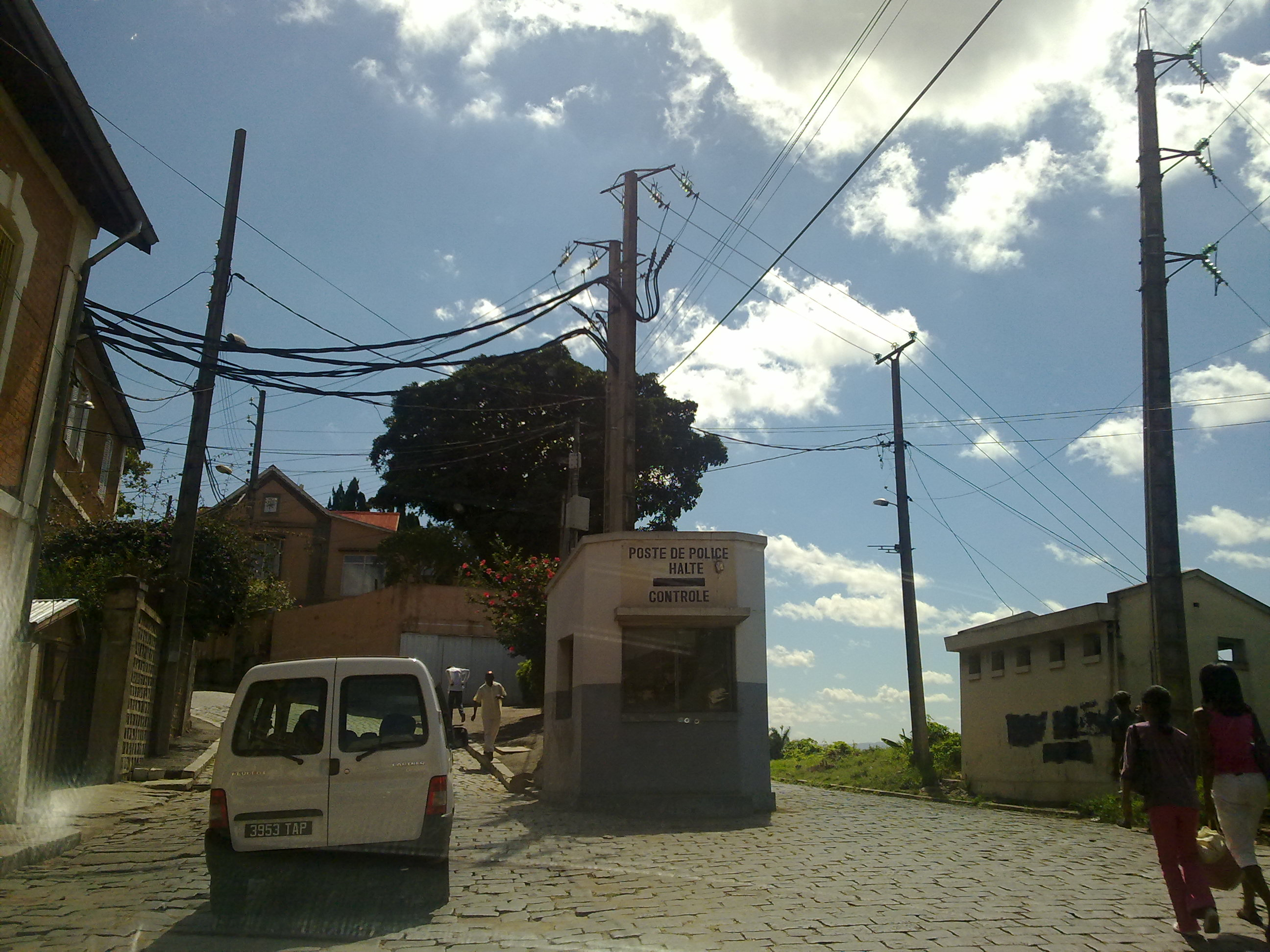
La haute ville.
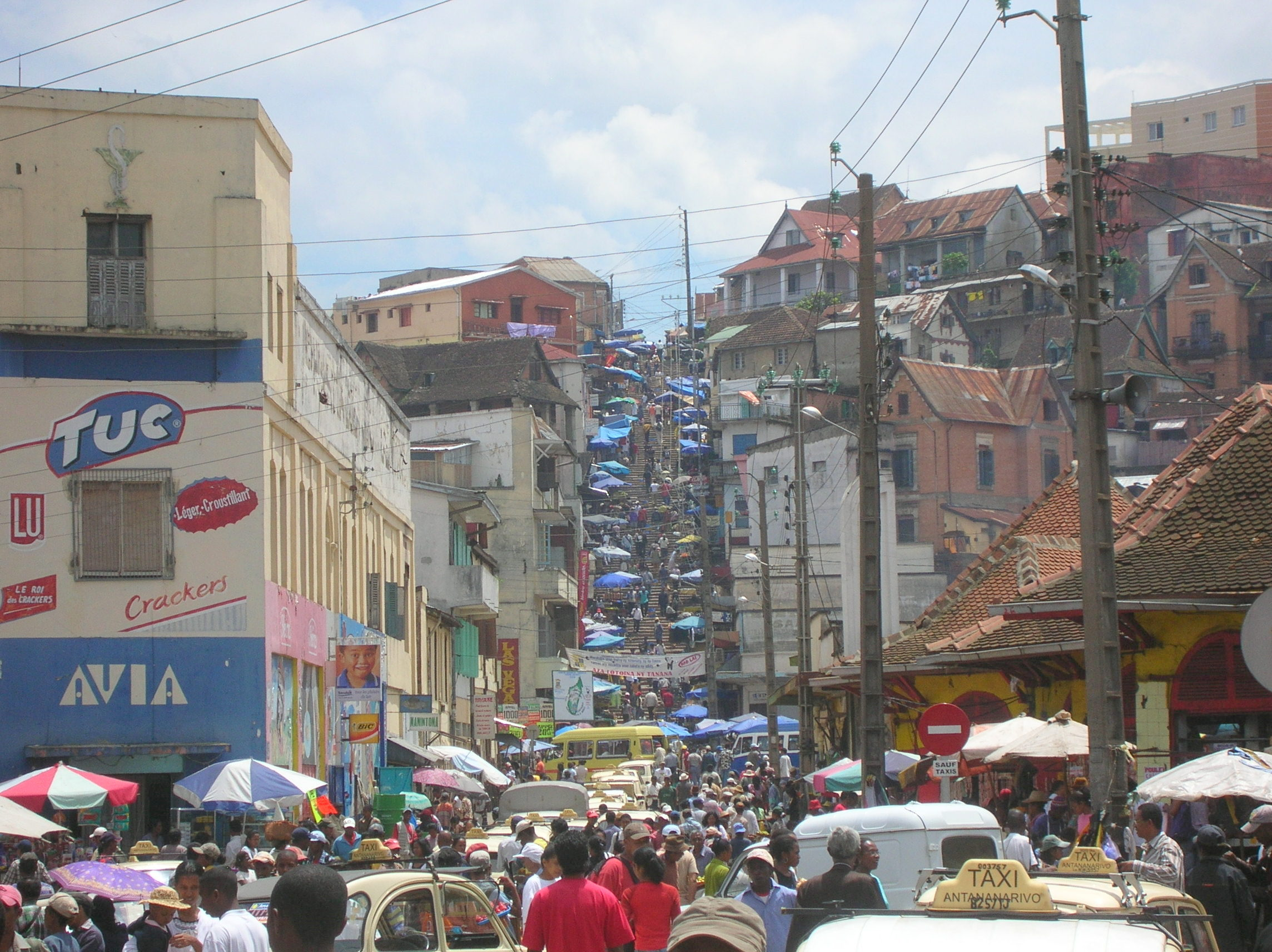
Escaliers d'Ambondrona.
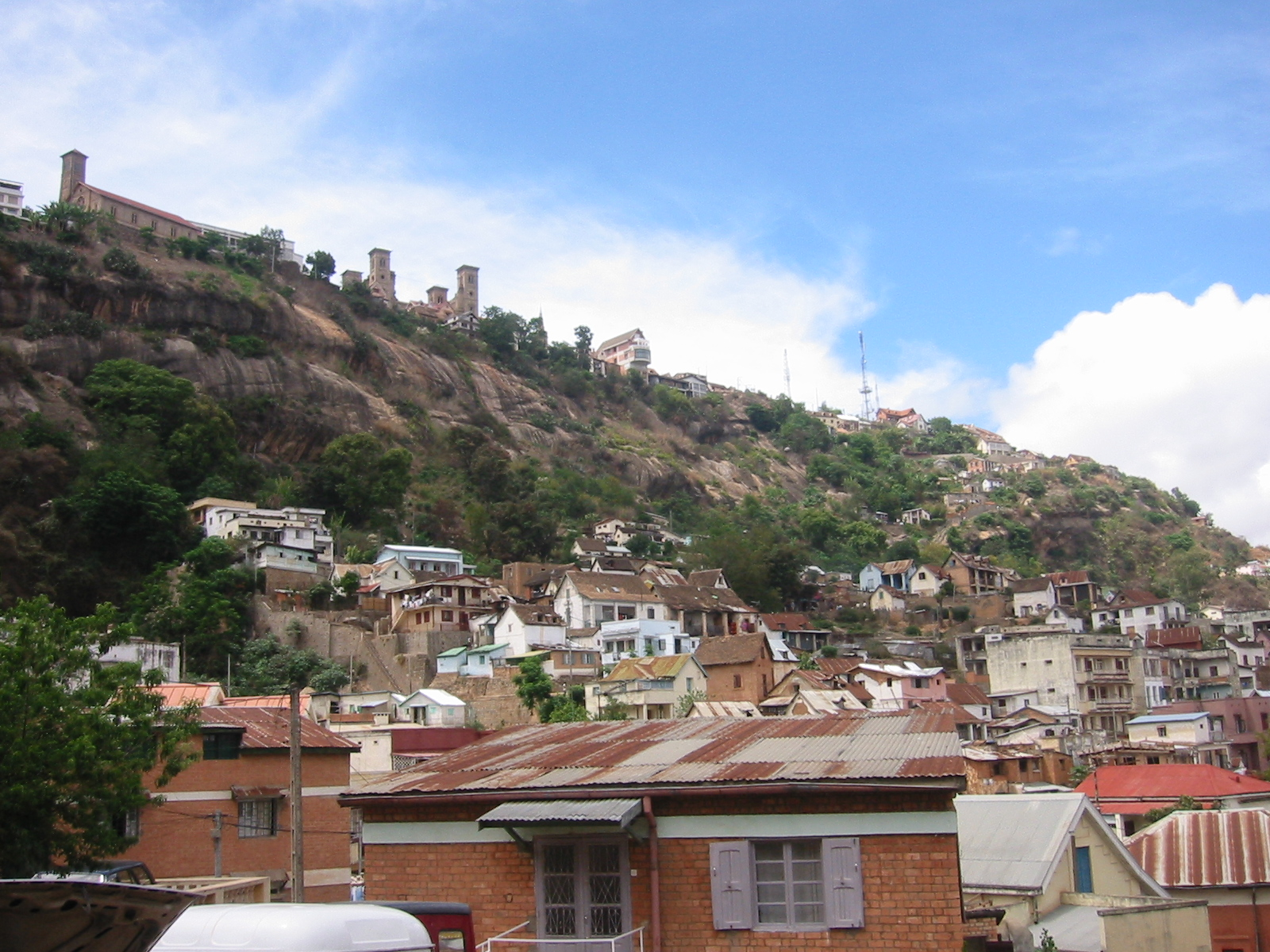
Vue d'Antananarivo.
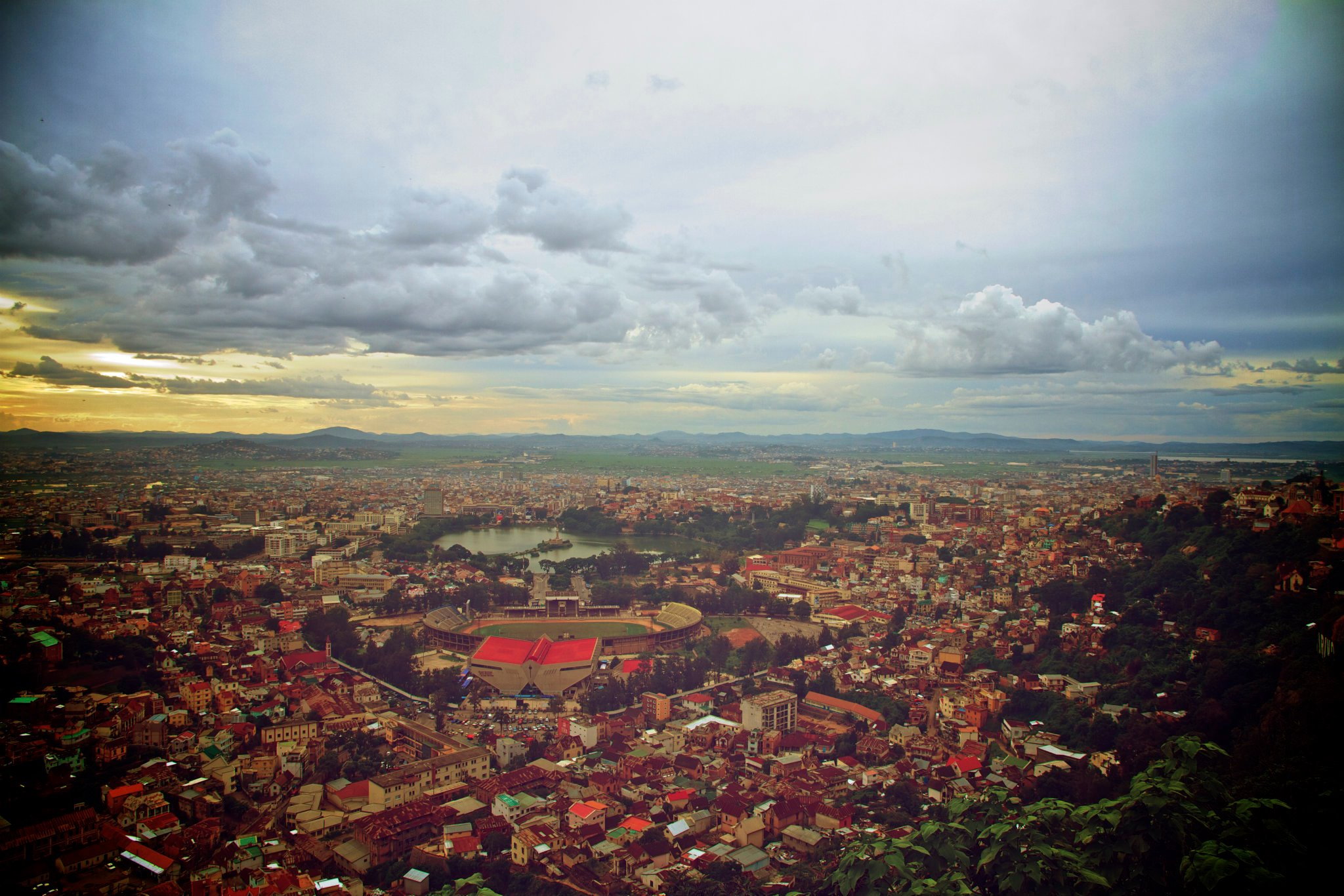
Vue sur Antananarivo.
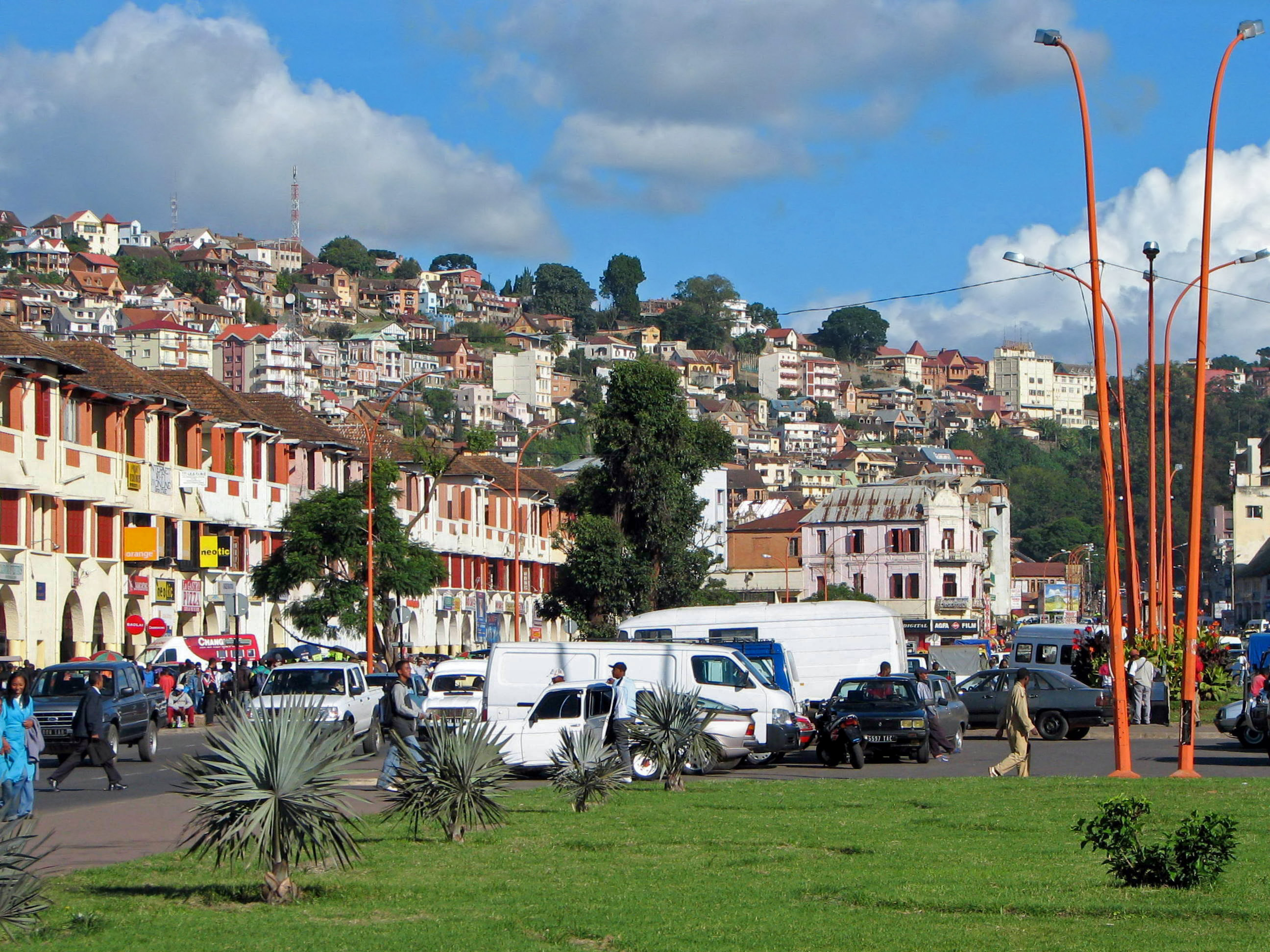
Avenue de l'Indépendance.
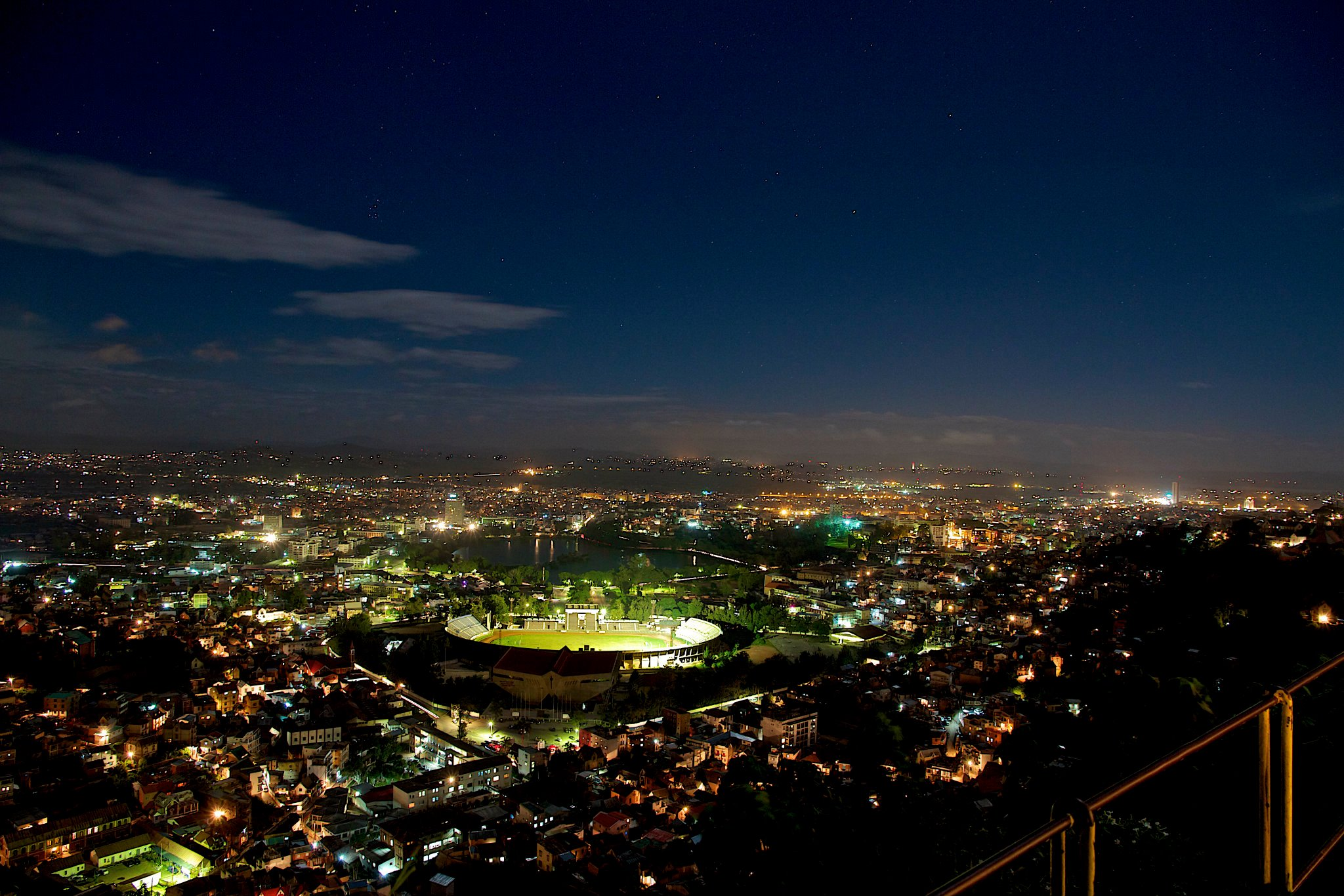
Vue nocturne.
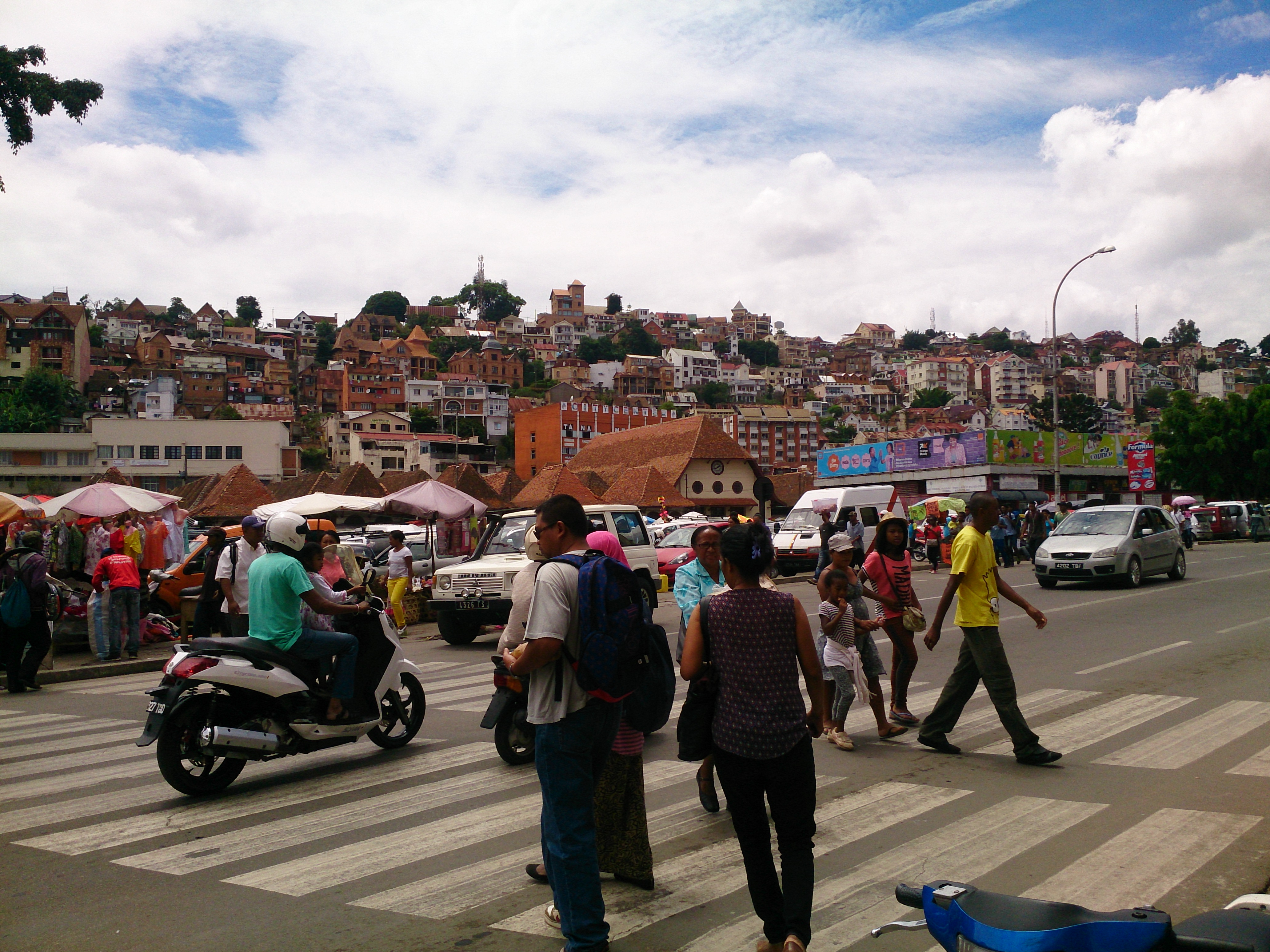
Analakely.
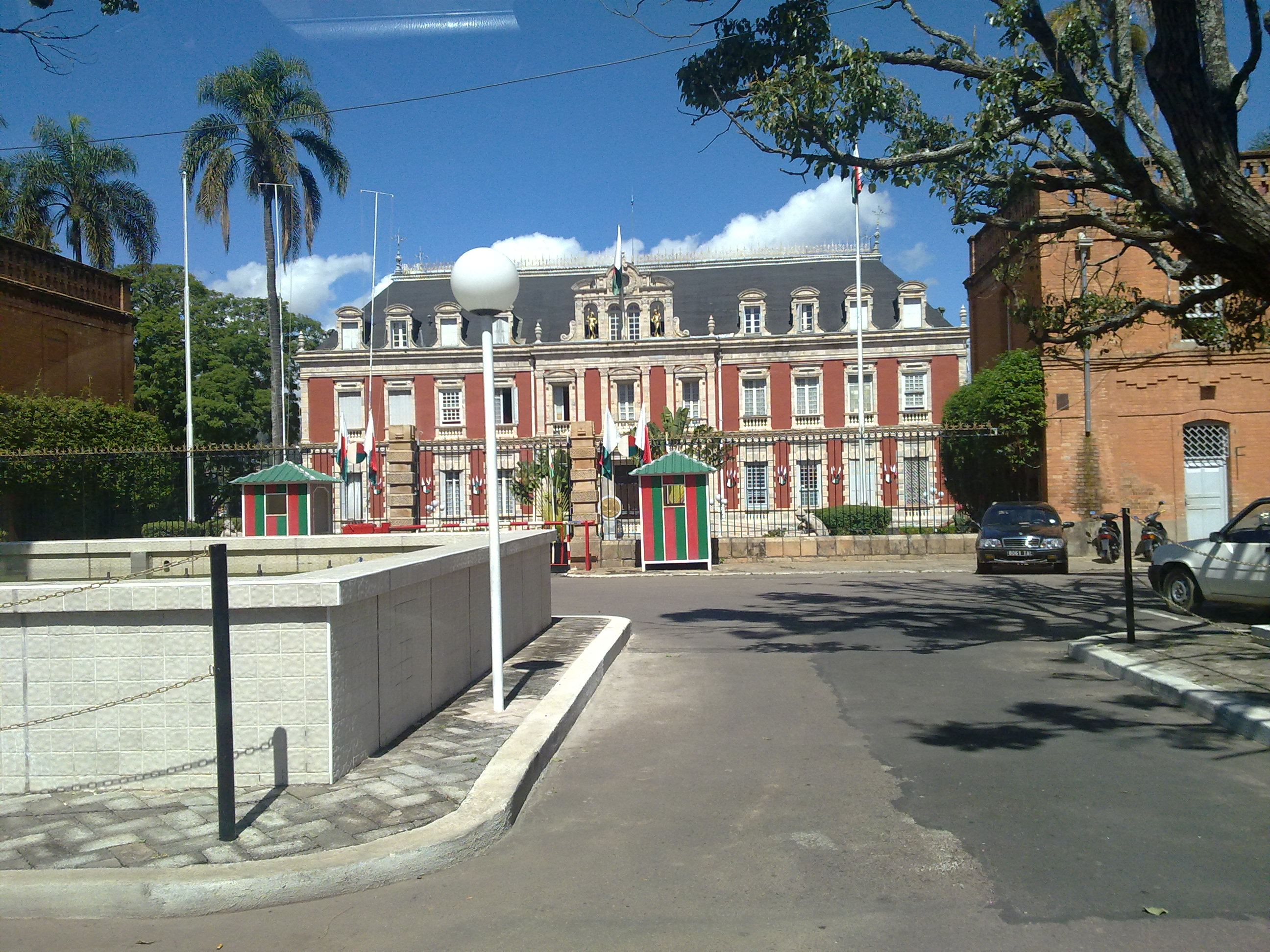
Palais d'Ambotsirohitra.
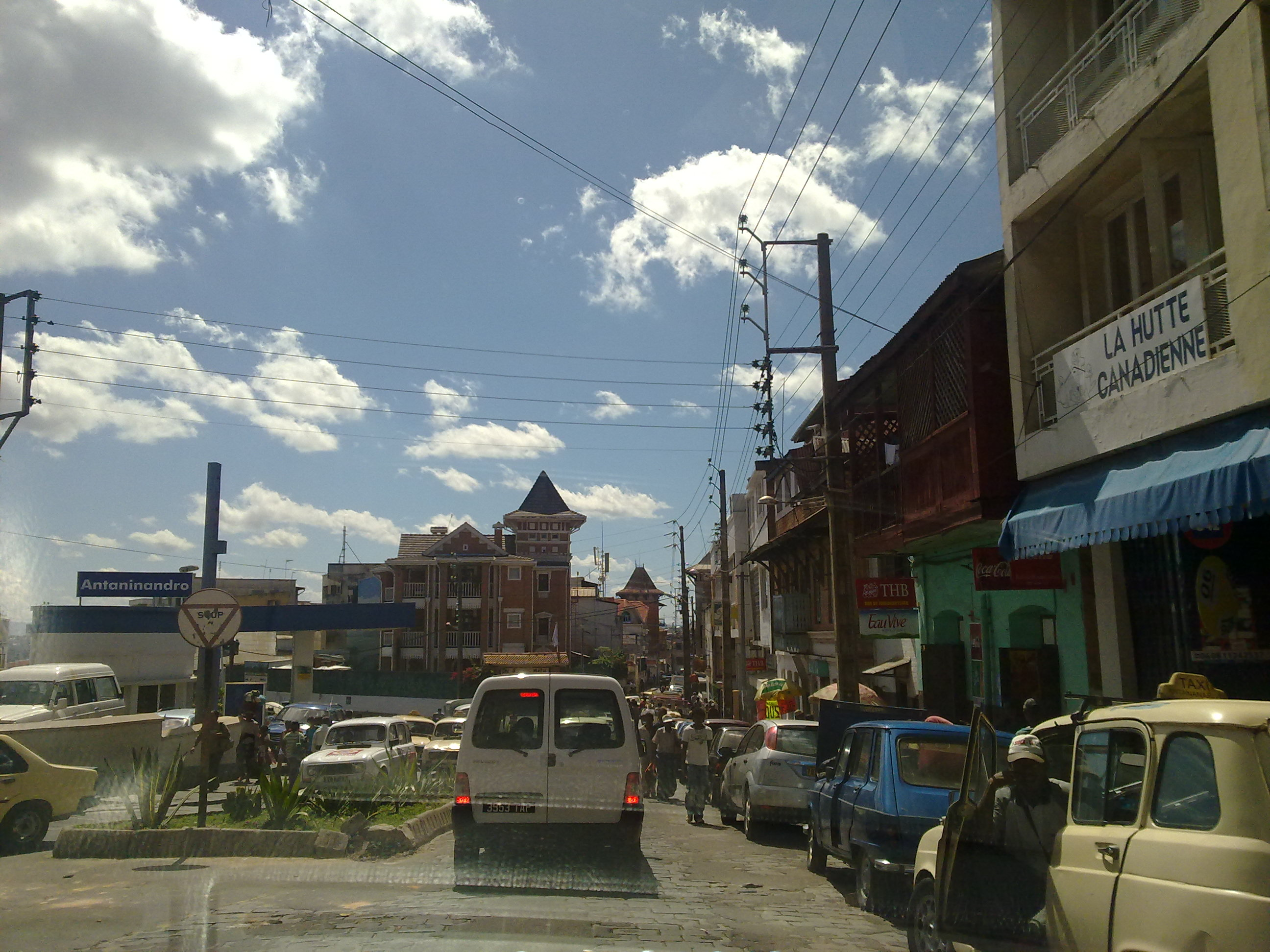
Antaninandro.
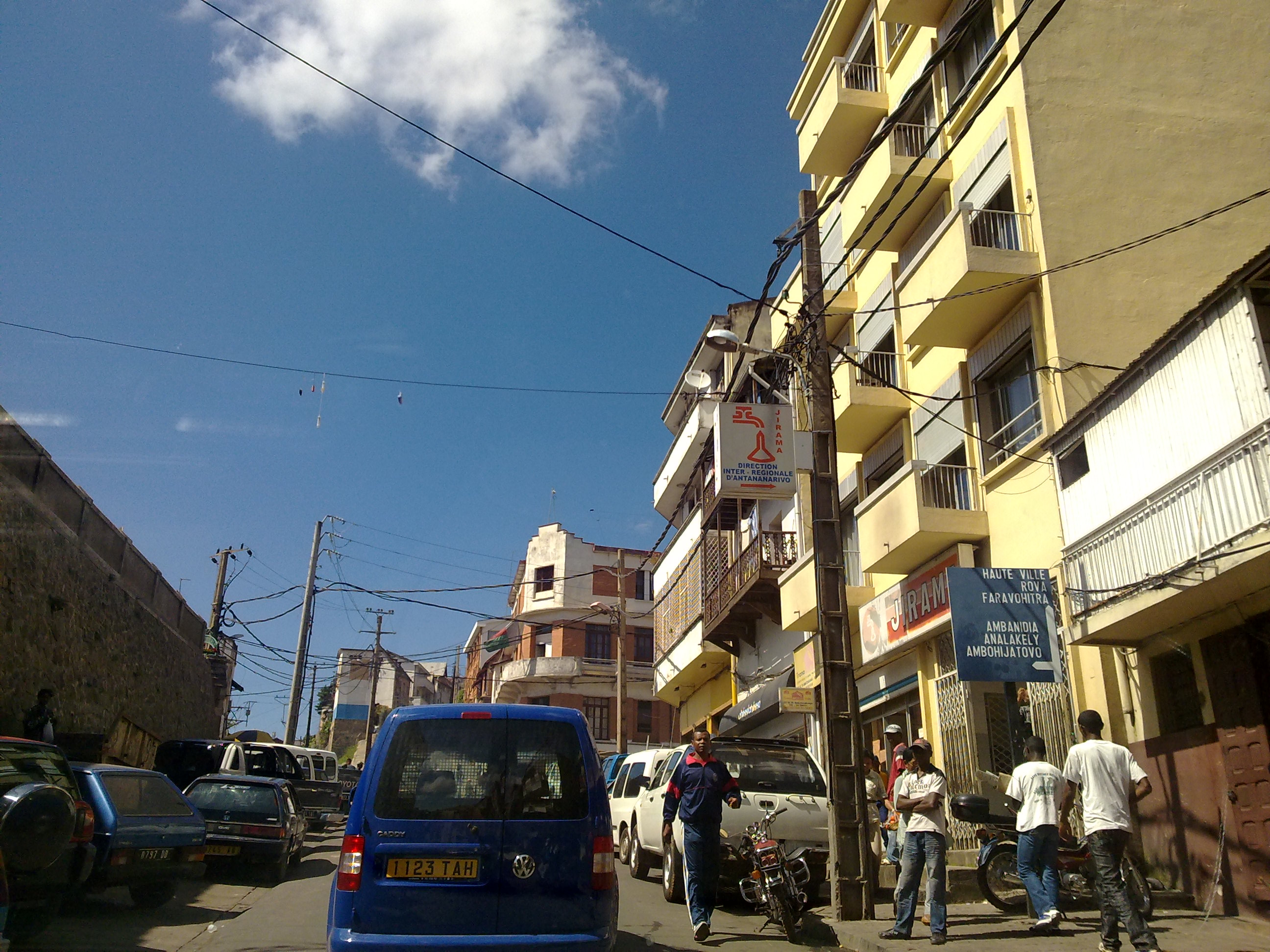
Ambatonakanga.
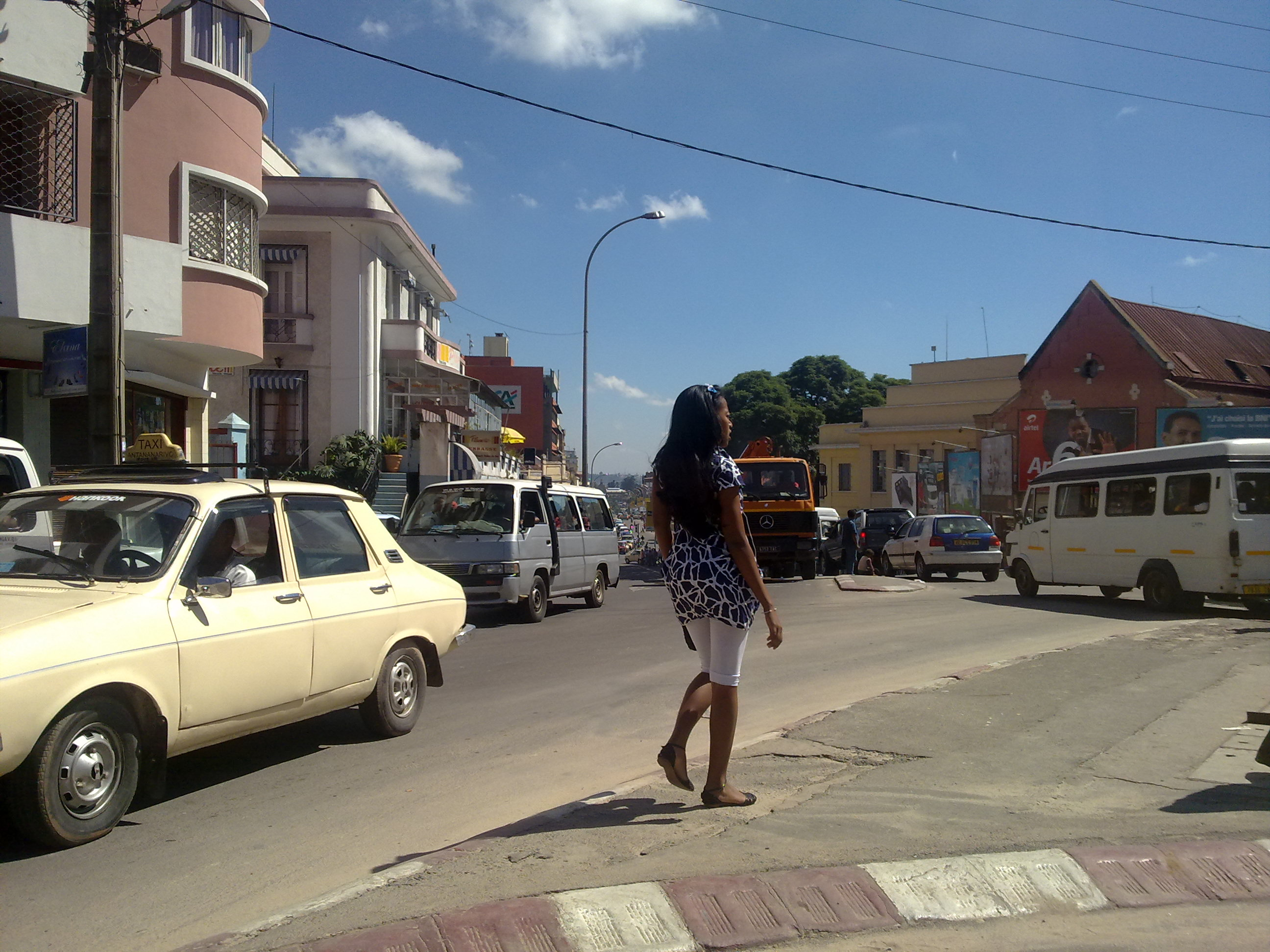
Ambohijatovo.
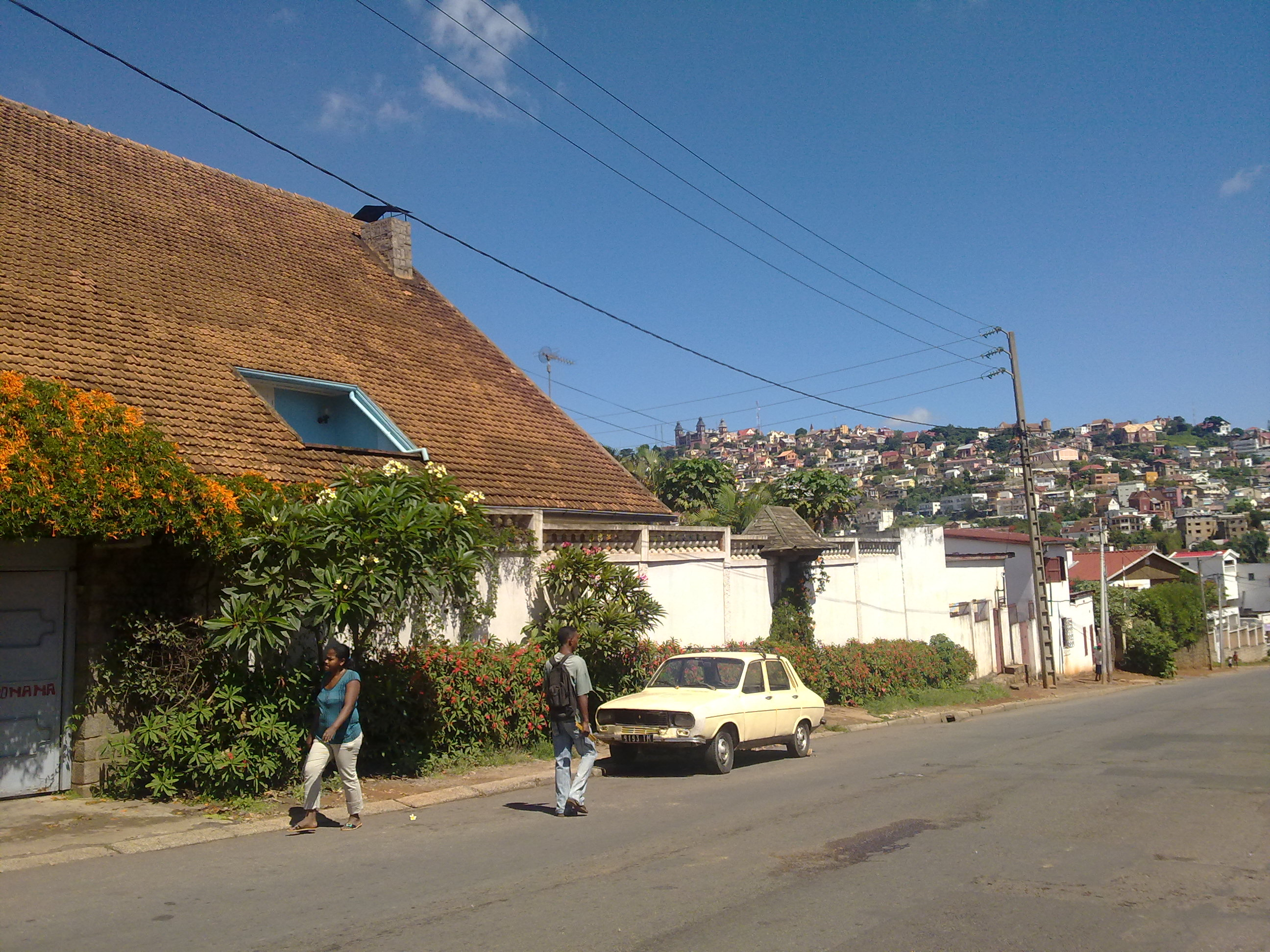
Vue du Rova à partir d'Antanimora.
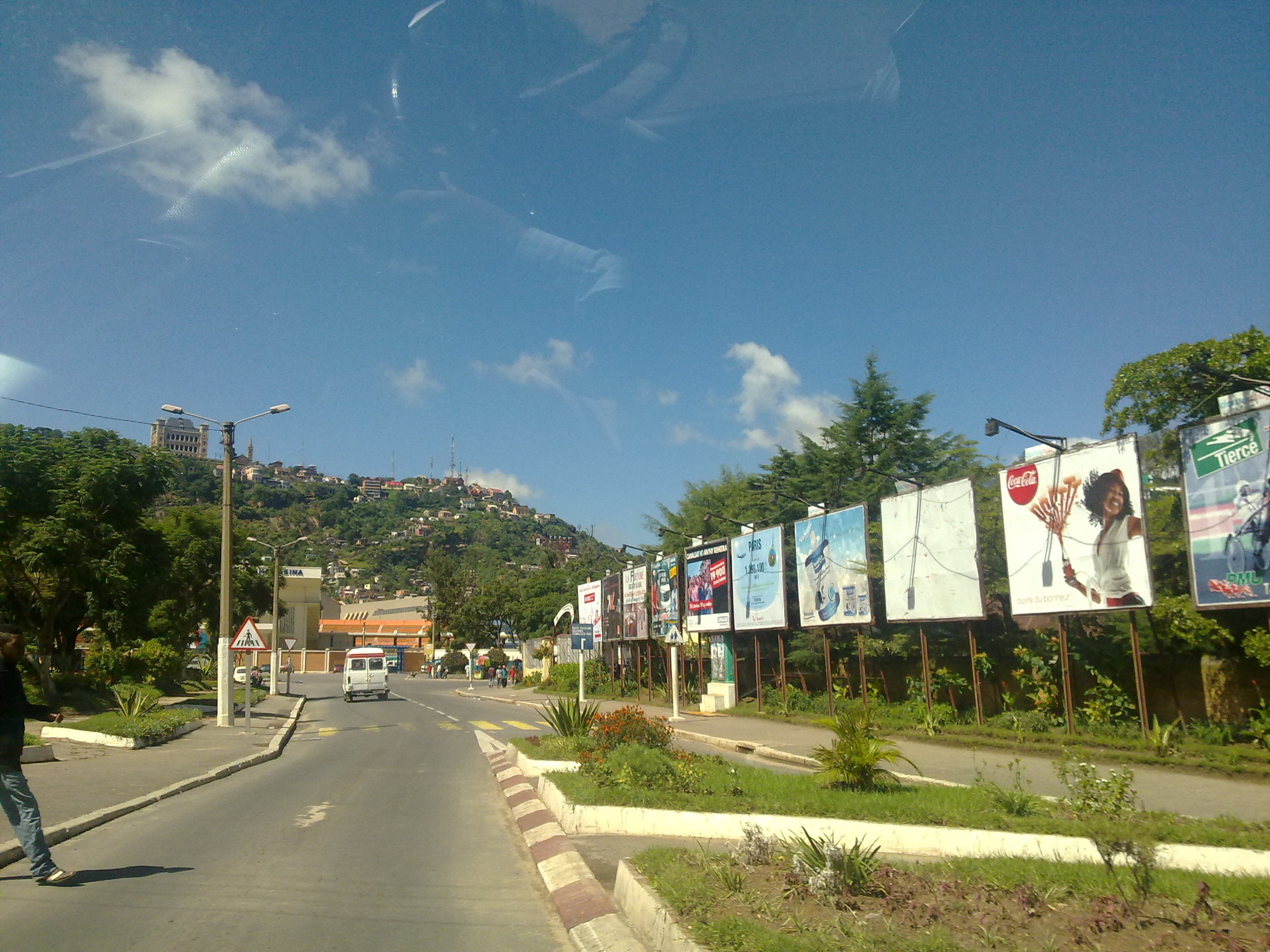
Vue du Rova à partir d'Anosy.
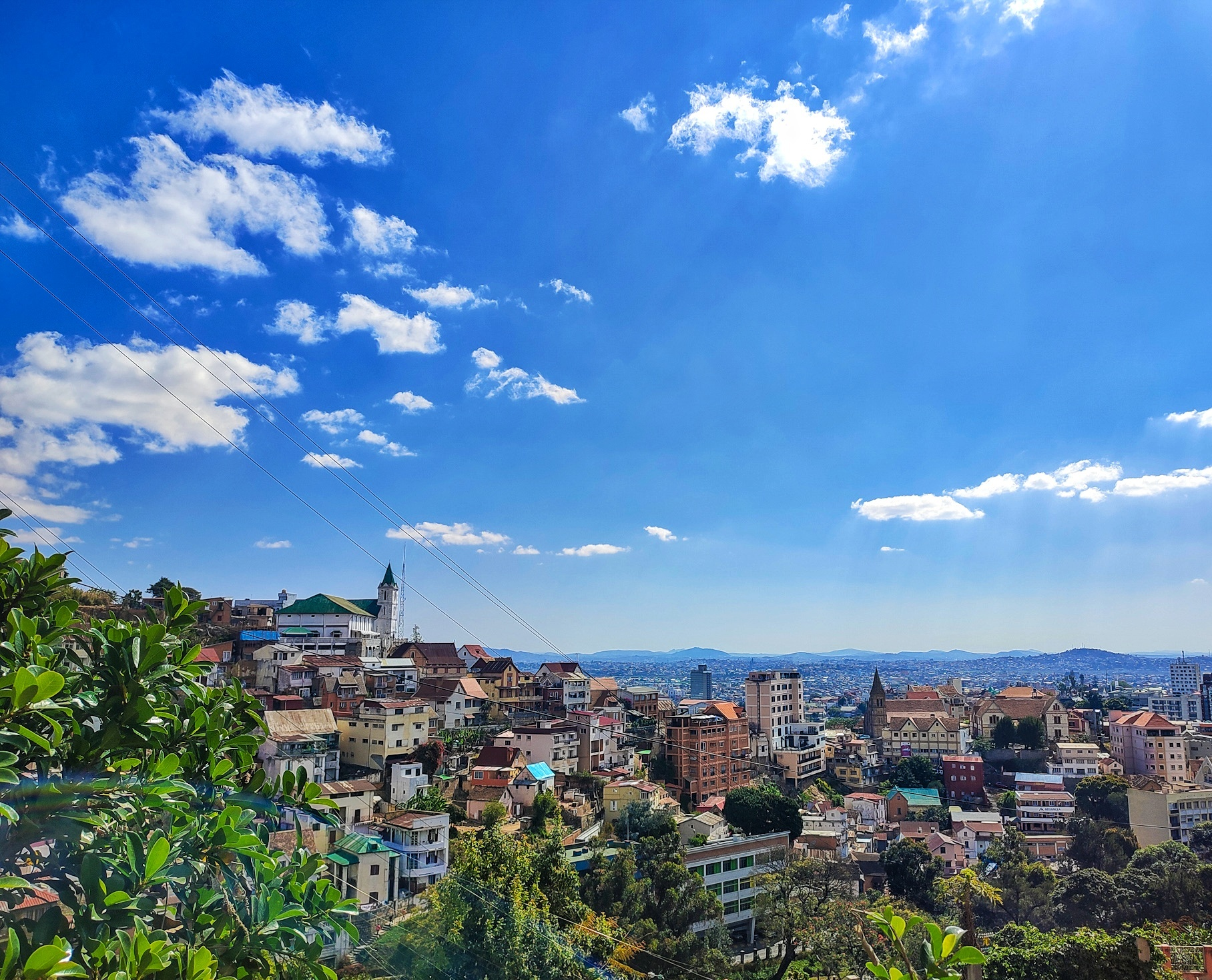
Sur les hauteurs d'Antananarivo
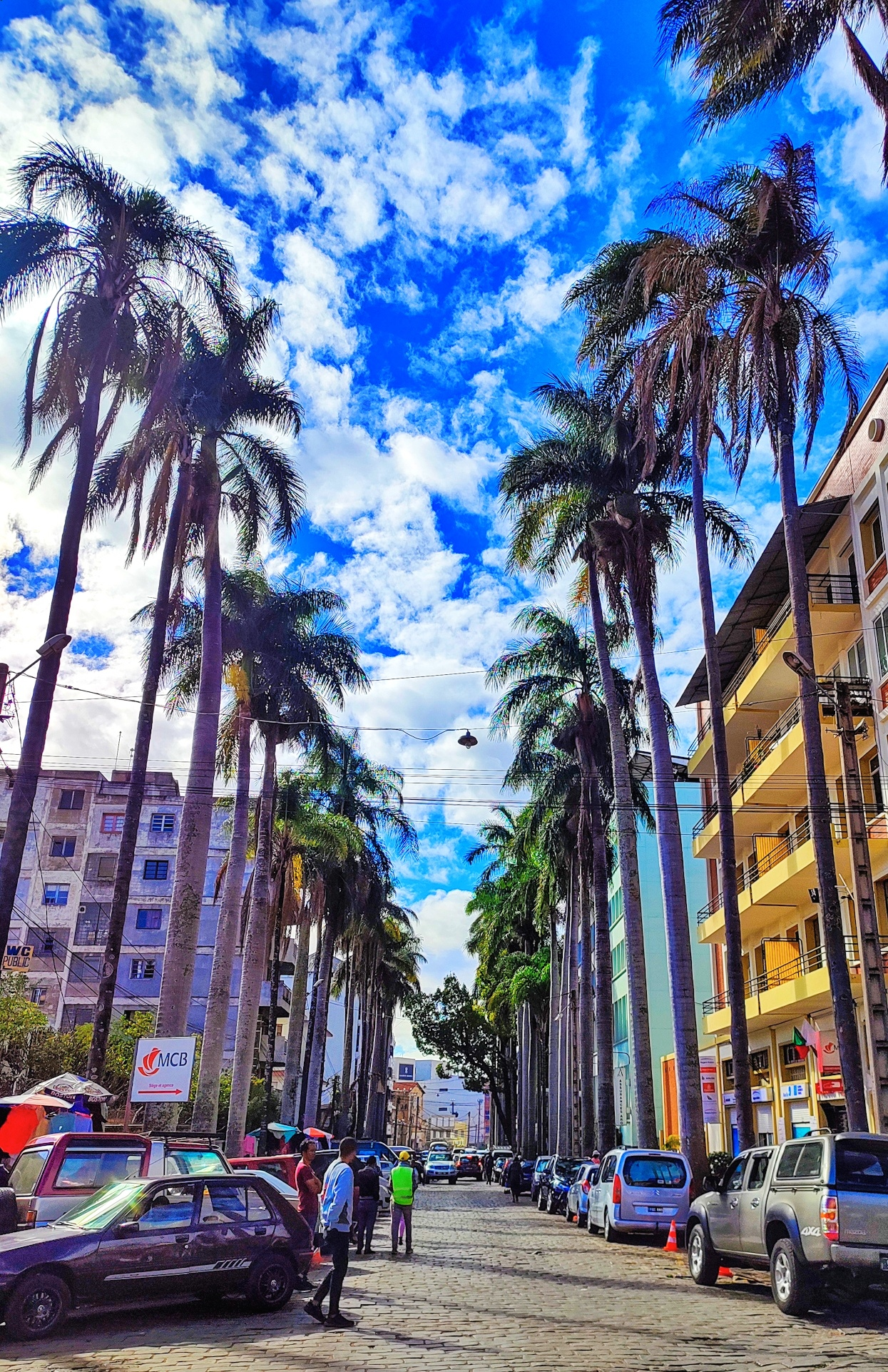
Antsahavola
Le palais de Mahazoarivo